# FC Utrecht in het seizoen 2013/14
Op deze pagina worden de resultaten en selecties van FC Utrecht in het Eredivisieseizoen 2013/14 weergegeven.

## Transfers

### Vertrokken
| Naam                    | Wed.     | Doelp.   | Naar             | Bedrag      |
| Verkocht                | Verkocht | Verkocht | Verkocht         | Verkocht    |
| ----------------------- | -------- | -------- | ---------------- | ----------- |
| Mike van der Hoorn      | 44       | 6        | AFC Ajax         | € 3.800.000 |
| Nana Asare              | 103      | 10       | AA Gent          | € 900.000   |
| Yoshiaki Takagi         | 33       | 1        | Shimizu S-Pulse  | ??          |
| Transfervrij vertrokken |          |          |                  |             |
| Erik Cummins            | 3        | 0        | Go Ahead Eagles  | vrij        |
| Anouar Kali             | 51       | 2        | Roda JC Kerkrade | vrij        |
| Jan Wuytens             | 119      | 6        | AZ               | vrij        |
| Danny Koevermans        | 3        | 0        | Gestopt          | n.v.t.      |
| Verhuurd                |          |          |                  |             |
| Michael Zullo           | 34       | 0        | Adelaide United  | vrij        |
| Leon de Kogel           | 36       | 7        | VVV-Venlo        | vrij        |
| Bob Schepers            | 18       | 1        | SC Cambuur       | vrij        |
| Marcus Nilsson          | 16       | 0        | Kalmar FF        | vrij        |
| Kenny Teijsse           | 1        | 0        | Helmond Sport    | vrij        |

### Aangetrokken
| Naam                     | Vorige club              | Bedrag  |
| Gehuurd                  | Gehuurd                  | Gehuurd |
| ------------------------ | ------------------------ | ------- |
| Timothy Derijck          | PSV                      | vrij    |
| Willem Janssen           | FC Twente                | vrij    |
| Juan Agudelo             | Stoke City               | vrij    |
| Transfervrij overgenomen |                          |         |
| Mark Diemers             | SC Cambuur, was verhuurd | vrij    |
| Steve De Ridder          | Southampton FC           | vrij    |
| Matthieu Delpierre       | TSG 1899 Hoffenheim      | vrij    |
| Christian Dorda          | Heracles Almelo          | vrij    |
| Danny Koevermans         | Geen Club                | vrij    |
| Fernando Quesada         | Geen Club                | vrij    |

## Eerste elftal

### Selectie
| Nr. |                           | Naam                 | Competitie dit seizoen | Competitie dit seizoen | Totaal Competitie FC Utrecht | Totaal Competitie FC Utrecht | Seizoen | Vorige club          | Opmerkingen         |
| Nr. | W                         | Naam                 | voetbal                | W                      | voetbal                      |                              | Seizoen | Vorige club          | Opmerkingen         |
|     |                           | Keepers              |                        |                        |                              |                              |         |                      |                     |
| 1   | Vlag van Nederland        | Robbin Ruiter        | 30                     | 0                      | 33                           | 0                            | 2e      | FC Volendam          |                     |
| 30  | Vlag van Nederland        | Jeroen Verhoeven     | 4                      | 0                      | 2                            | 0                            | 2e      | AFC Ajax             |                     |
|     |                           | Verdedigers          |                        |                        |                              |                              |         |                      |                     |
| 2   | Vlag van Nederland        | Mark van der Maarel  | 29                     | 0                      | 76                           | 0                            | 5e      | Jeugdopl. FC Utrecht |                     |
| 3   | Vlag van België           | Timothy Derijck      | 16                     | 0                      | 0                            | 0                            | 1e      | PSV                  | 1 jaar Gehuurd      |
| 5   | Vlag van Nederland        | Dave Bulthuis        | 25                     | 4                      | 56                           | 5                            | 4e      | Jeugdopl. FC Utrecht |                     |
| 12  | Vlag van Frankrijk        | Matthieu Delpierre   | 14                     | 0                      | 0                            | 0                            | 1e      | TSG 1899 Hoffenheim  | Gekocht 31.01.2014  |
| 13  | Vlag van Nederland        | Gévero Markiet       | 20                     | 1                      | 9                            | 0                            | 6e      | Jeugdopl. FC Utrecht |                     |
| 14  | Vlag van Nederland        | Kai Heerings         | 25                     | 1                      | 17                           | 0                            | 3e      | Jeugdopl. FC Utrecht |                     |
| 20  | Vlag van Duitsland        | Christian Dorda      | 9                      | 0                      | 0                            | 0                            | 1e      | Heracles Almelo      | Gekocht 31.01.2014  |
| 27  | Vlag van Servië           | Aleksandar Bjelica   | 4                      | 0                      | 0                            | 0                            | 1e      | Jeugdopl. FC Utrecht |                     |
| 36  | Vlag van Nederland        | Jordy van der Winden | 2                      | 0                      | 0                            | 0                            | 1e      | Jeugdopl. FC Utrecht |                     |
| 42  | Vlag van Nederland        | Sean Klaiber         | 2                      | 0                      | 0                            | 0                            | 1e      | Jeugdopl. FC Utrecht |                     |
| xx  | Vlag van Zweden           | Marcus Nilsson       | 0                      | 0                      | 16                           | 0                            | 3e      | Helsingborgs IF      | 1/2 Jaar Verhuurd   |
| xx  | Vlag van Nederland        | Kenny Teijsse        | 1                      | 0                      | 0                            | 0                            | 2e      | FC Oss (huur)        | 1/2 Jaar Verhuurd   |
| xx  | Vlag van Australië        | Michael Zullo        | 0                      | 0                      | 34                           | 2                            | 4e      | Brisbane Roar        | 1 jaar Verhuurd     |
|     |                           | Middenvelders        |                        |                        |                              |                              |         |                      |                     |
| 6   | Vlag van Zweden           | Johan Mårtensson     | 16                     | 1                      | 41                           | 1                            | 3e      | GAIS Göteborg        |                     |
| 8   | Vlag van Nederland        | Jens Toornstra       | 34                     | 12                     | 12                           | 5                            | 2e      | ADO Den Haag         |                     |
| 10  | Vlag van Australië        | Tommy Oar            | 31                     | 1                      | 52                           | 3                            | 4e      | Brisbane Roar        |                     |
| 15  | Vlag van Nederland        | Mark Diemers         | 14                     | 0                      | 0                            | 0                            | 1e      | SC Cambuur           |                     |
| 16  | Vlag van Nederland        | Yassin Ayoub         | 26                     | 3                      | 2                            | 0                            | 2e      | Jeugdopl. FC Utrecht |                     |
| 19  | Vlag van Australië        | Adam Sarota          | 15                     | 0                      | 32                           | 0                            | 4e      | Brisbane Roar        |                     |
| 21  | Vlag van Nederland        | Willem Janssen       | 5                      | 1                      | 0                            | 0                            | 1e      | FC Twente            | 1 jaar Gehuurd      |
| 24  | Vlag van Spanje           | Fernando Quesada     | 3                      | 0                      | 0                            | 0                            | 1e      | Geen Club            | Free                |
| 29  | Vlag van Nederland        | Elroy Pappot         | 4                      | 0                      | 2                            | 1                            | 2e      | Jeugdopl. FC Utrecht |                     |
| 31  | Vlag van Nederland        | Thijs van Hofwegen   | 2                      | 0                      | 0                            | 0                            | 1e      | Jeugdopl. FC Utrecht |                     |
| xx  | Vlag van Japan            | Yoshiaki Takagi      | 11                     | 0                      | 22                           | 1                            | 3e      | Tokyo Verdy          | Verkocht 01.01.2014 |
|     |                           | Aanvallers           |                        |                        |                              |                              |         |                      |                     |
| 7   | Vlag van Frankrijk        | Édouard Duplan       | 5                      | 0                      | 79                           | 16                           | 4e      | Sparta Rotterdam     |                     |
| 9   | Vlag van Zambia           | Jacob Mulenga        | 16                     | 5                      | 77                           | 32                           | 5e      | LB Châteauroux       |                     |
| 11  | Vlag van Nederland        | Cedric van der Gun   | 13                     | 2                      | 88                           | 24                           | 6e      | Swansea City         |                     |
| 18  | Vlag van Verenigde Staten | Juan Agudelo         | 14                     | 3                      | 0                            | 0                            | 1e      | Stoke City           | 1/2 Jaar gehuurd    |
| 22  | Vlag van België           | Steve De Ridder      | 32                     | 10                     | 0                            | 0                            | 1e      | Southampton FC       |                     |
| 47  | Vlag van Nederland        | Gyliano van Velzen   | 5                      | 0                      | 0                            | 0                            | 1e      | Manchester United FC |                     |
| 48  | Vlag van Nederland        | Romano van der Stoep | 2                      | 0                      | 2                            | 0                            | 2e      | Jeugdopl. FC Utrecht |                     |
| 49  | Vlag van Nederland        | Cedric Badjeck       | 2                      | 1                      | 3                            | 0                            | 3e      | Jeugdopl. FC Utrecht |                     |
| xx  | Vlag van Nederland        | Leon de Kogel        | 1                      | 0                      | 35                           | 7                            | 4e      | Jeugdopl. FC Utrecht | 1 jaar Verhuurd     |
| xx  | Vlag van Nederland        | Bob Schepers         | 10                     | 0                      | 8                            | 1                            | 2e      | SC Cambuur           | 1/2 Verhuurd        |
| xx  | Vlag van Nederland        | Danny Koevermans     | 3                      | 0                      | 0                            | 0                            | 1e      | Geen Club            | Gestopt             |

## Wedstrijden

### Oefenwedstrijden

#### Juni
| 29 juni 2013, 15:30                                                          | Regioteam Soesterberg | 1-3 (1-1) | FC Utrecht              | Opstelling Regioteam Soesterberg | Opstelling FC Utrecht |
| Stadion: v.v. Vliegdorp, Soesterberg Toeschouwers: 900 Scheidsrechter n.n.b. | Westerling            |           | Teijsse Schepers Pappot |                                  | Ruiter (Verhoeven), van der Maarel (van der Voort), Balk (Nilsson), Heerings (Bjelica), Cortie (Bulthuis), Moro (Schepers), Diemers (Klaiber), Takagi (Pappot), Teijsse (Rosheuvel), van der Stoep (Duplan), van der Gun (van Kippersluis) |
| Stadion: v.v. Vliegdorp, Soesterberg Toeschouwers: 900 Scheidsrechter n.n.b. |                       |           |                         |                                  | Ruiter (Verhoeven), van der Maarel (van der Voort), Balk (Nilsson), Heerings (Bjelica), Cortie (Bulthuis), Moro (Schepers), Diemers (Klaiber), Takagi (Pappot), Teijsse (Rosheuvel), van der Stoep (Duplan), van der Gun (van Kippersluis) |
| Stadion: v.v. Vliegdorp, Soesterberg Toeschouwers: 900 Scheidsrechter n.n.b. |                       |           |                         |                                  | Ruiter (Verhoeven), van der Maarel (van der Voort), Balk (Nilsson), Heerings (Bjelica), Cortie (Bulthuis), Moro (Schepers), Diemers (Klaiber), Takagi (Pappot), Teijsse (Rosheuvel), van der Stoep (Duplan), van der Gun (van Kippersluis) |
|                                                                              |                       |           |                         |                                  | |

#### Juli
| 2 juli 2013, 19:00                                                           | Regioteam De Meern | 0-12 (0-8) | FC Utrecht                                                                                       | Opstelling Regioteam De Meern | Opstelling FC Utrecht |
| Stadion: Fletiomare-Oost, Vleuten Toeschouwers: n.n.b. Scheidsrechter n.n.b. |                    |            | Schepers Takagi Duplan van der Gun Duplan van der Gun Duplan Toornstra Moro van der Stoep Cortie |                               | Ruiter (Jeroen Verhoeven), van der Maarel (van der Voort), Luijckx (Nilsson), Heerings (Rosheuvel), Bulthuis (Cortie), Schepers (Ayoub), Diemers (Klaiber), Pappot (Toornstra), Takagi (Moro), Duplan (van Kippersluis), van der Gun (van der Stoep) |
| Stadion: Fletiomare-Oost, Vleuten Toeschouwers: n.n.b. Scheidsrechter n.n.b. |                    |            |                                                                                                  |                               | Ruiter (Jeroen Verhoeven), van der Maarel (van der Voort), Luijckx (Nilsson), Heerings (Rosheuvel), Bulthuis (Cortie), Schepers (Ayoub), Diemers (Klaiber), Pappot (Toornstra), Takagi (Moro), Duplan (van Kippersluis), van der Gun (van der Stoep) |
| Stadion: Fletiomare-Oost, Vleuten Toeschouwers: n.n.b. Scheidsrechter n.n.b. |                    |            |                                                                                                  |                               | Ruiter (Jeroen Verhoeven), van der Maarel (van der Voort), Luijckx (Nilsson), Heerings (Rosheuvel), Bulthuis (Cortie), Schepers (Ayoub), Diemers (Klaiber), Pappot (Toornstra), Takagi (Moro), Duplan (van Kippersluis), van der Gun (van der Stoep) |
|                                                                              |                    |            |                                                                                                  |                               | |

| 4 juli 2013, 19:00                                                                            | FC Nijkerk | 0-2 (0-1) | FC Utrecht               | Opstelling FC Nijkerk | Opstelling FC Utrecht |
| Stadion: Sportcomplex De Ebbenhorst, Nijkerk Toeschouwers: 1.500 Scheidsrechter Roelof Luinge |            |           | el Aissati van Wingerden |                       | Verhoeven, van der Voort (van der Maarel), Nilsson (Luijckx), Aleksandar Bjelica, van der Winden (Cortie), Ayoub (van Wingerden), Klaiber (Diemers/27)/(el Aissati/60), el Aissati (Takagi), Moro (van Son), van der Stoep (Schepers), van Kippersluis (van Velzen) |
| Stadion: Sportcomplex De Ebbenhorst, Nijkerk Toeschouwers: 1.500 Scheidsrechter Roelof Luinge |            |           |                          |                       | Verhoeven, van der Voort (van der Maarel), Nilsson (Luijckx), Aleksandar Bjelica, van der Winden (Cortie), Ayoub (van Wingerden), Klaiber (Diemers/27)/(el Aissati/60), el Aissati (Takagi), Moro (van Son), van der Stoep (Schepers), van Kippersluis (van Velzen) |
| Stadion: Sportcomplex De Ebbenhorst, Nijkerk Toeschouwers: 1.500 Scheidsrechter Roelof Luinge |            |           |                          |                       | Verhoeven, van der Voort (van der Maarel), Nilsson (Luijckx), Aleksandar Bjelica, van der Winden (Cortie), Ayoub (van Wingerden), Klaiber (Diemers/27)/(el Aissati/60), el Aissati (Takagi), Moro (van Son), van der Stoep (Schepers), van Kippersluis (van Velzen) |
|                                                                                               |            |           |                          |                       | |

| 5 juli 2013, 19:00                                                                 | SV Houten | 0-3 (0-1) | FC Utrecht                      | Opstelling SV Houten | Opstelling FC Utrecht |
| Stadion: sportcomplex SV Houten, Houten Toeschouwers: n.n.b. Scheidsrechter n.n.b. |           |           | Duplan van Velzen van der Stoep |                      | Ruiter, van der Voort (Ayoub), van der Maarel, Heerings, Cortie, Schepers, Diemers, Toornstra (van Velzen), Takagi, Duplan, van der Gun (van der Stoep) |
| Stadion: sportcomplex SV Houten, Houten Toeschouwers: n.n.b. Scheidsrechter n.n.b. |           |           |                                 |                      | Ruiter, van der Voort (Ayoub), van der Maarel, Heerings, Cortie, Schepers, Diemers, Toornstra (van Velzen), Takagi, Duplan, van der Gun (van der Stoep) |
| Stadion: sportcomplex SV Houten, Houten Toeschouwers: n.n.b. Scheidsrechter n.n.b. |           |           |                                 |                      | Ruiter, van der Voort (Ayoub), van der Maarel, Heerings, Cortie, Schepers, Diemers, Toornstra (van Velzen), Takagi, Duplan, van der Gun (van der Stoep) |
|                                                                                    |           |           |                                 |                      | |

| 13 juli 2013, 15:00                                                               | FC Utrecht                 | 2-1 (1-0) | FC Emmen | Opstelling FC Utrecht | Opstelling FC Emmen |
| Stadion: Sportpark v.v.Loenenmark, Loenen Toeschouwers: 800 Scheidsrechter n.n.b. | van der Gun van der Maarel |           | Weghorst | Verhoeven, van der Maarel, Markiet, Heerings, Zullo (Teijsse), Schepers (Takagi), Mårtensson (Diemers), Toornstra, Oar (van Velzen), Duplan, van der Gun |                     |
| Stadion: Sportpark v.v.Loenenmark, Loenen Toeschouwers: 800 Scheidsrechter n.n.b. |                            |           |          | Verhoeven, van der Maarel, Markiet, Heerings, Zullo (Teijsse), Schepers (Takagi), Mårtensson (Diemers), Toornstra, Oar (van Velzen), Duplan, van der Gun |                     |
| Stadion: Sportpark v.v.Loenenmark, Loenen Toeschouwers: 800 Scheidsrechter n.n.b. |                            |           |          | Verhoeven, van der Maarel, Markiet, Heerings, Zullo (Teijsse), Schepers (Takagi), Mårtensson (Diemers), Toornstra, Oar (van Velzen), Duplan, van der Gun |                     |
|                                                                                   |                            |           |          | |                     |

#### September
| 5 september 2013, 19:30                                                         | USV Elinkwijk | 1-5 (0-5) | FC Utrecht                                                 | Opstelling USV Elinkwijk | Opstelling FC Utrecht |
| Stadion: Theo Thijssenplein, Utrecht Toeschouwers: n.n.b. Scheidsrechter n.n.b. | 87' Ouirzane  |           | 11' Pappot 13' Mårtensson 21' Pappot 23' Rubin 45' Diemers |                          | Verhoeven (van der Helm/46), Markiet, van der Voort (Balk/46), Bjelica, Cortie, Takagi, Diemers, Pappot, Mårtensson, Badjeck (Bulthuis/55), Rubin |
| Stadion: Theo Thijssenplein, Utrecht Toeschouwers: n.n.b. Scheidsrechter n.n.b. |               |           |                                                            |                          | Verhoeven (van der Helm/46), Markiet, van der Voort (Balk/46), Bjelica, Cortie, Takagi, Diemers, Pappot, Mårtensson, Badjeck (Bulthuis/55), Rubin |
| Stadion: Theo Thijssenplein, Utrecht Toeschouwers: n.n.b. Scheidsrechter n.n.b. |               |           |                                                            |                          | Verhoeven (van der Helm/46), Markiet, van der Voort (Balk/46), Bjelica, Cortie, Takagi, Diemers, Pappot, Mårtensson, Badjeck (Bulthuis/55), Rubin |
|                                                                                 |               |           |                                                            |                          | |

#### Januari
| 11 januari 2013, 15:00                                                                    | FC Utrecht | 1-0 (0-0) | Mouloudia Club d Alger | Opstelling FC Utrecht | Opstelling Mouloudia Club d Alger |
| Stadion: Estadio Camilo Cano, La Nucia(Spanje) Toeschouwers: n.n.b. Scheidsrechter n.n.b. | 64' Oar    |           |                        | Ruiter, van der Maarel, Markiet, Bulthuis, Derijck (Cortie/46), Toornstra, Oar, Sarota, Diemers, Schepers (Pappot/46), De Ridder |                                   |
| Stadion: Estadio Camilo Cano, La Nucia(Spanje) Toeschouwers: n.n.b. Scheidsrechter n.n.b. |            |           |                        | Ruiter, van der Maarel, Markiet, Bulthuis, Derijck (Cortie/46), Toornstra, Oar, Sarota, Diemers, Schepers (Pappot/46), De Ridder |                                   |
| Stadion: Estadio Camilo Cano, La Nucia(Spanje) Toeschouwers: n.n.b. Scheidsrechter n.n.b. |            |           |                        | Ruiter, van der Maarel, Markiet, Bulthuis, Derijck (Cortie/46), Toornstra, Oar, Sarota, Diemers, Schepers (Pappot/46), De Ridder |                                   |
|                                                                                           |            |           |                        | |                                   |

### Europa League

#### Juli (2e voorronde)
| 18 juli 2013, 19:30                                                                                       | FC Differdange 03         | 2-1 (1-1) | FC Utrecht | Opstelling FC Differdange 03 | Opstelling FC Utrecht |  |
| Stadion: Stade Josy Barthel, Luxemburg-Stad Toeschouwers: 2.196 Scheidsrechter: Alain Bieri (Zwitserland) | 26' Er Rafik 57' Er Rafik |           | 2' Mulenga | Weber, Rogrigues, Franzoni, Caillet, Bukvic, Jänisch, May, Lebresne , Bishevac (Bettmer/63), Er Rafik (Kettenmeyer/87), Bastos (Luis/78) | Ruiter, van der Maarel , Markiet, Heerings, Teijsse , Mårtensson (Diemers/67), Toornstra, Duplan (Schepers/78), Oar, Mulenga, Takagi (van der Gun/59) |  |
| Stadion: Stade Josy Barthel, Luxemburg-Stad Toeschouwers: 2.196 Scheidsrechter: Alain Bieri (Zwitserland) |                           |           |            | Weber, Rogrigues, Franzoni, Caillet, Bukvic, Jänisch, May, Lebresne , Bishevac (Bettmer/63), Er Rafik (Kettenmeyer/87), Bastos (Luis/78) | Ruiter, van der Maarel , Markiet, Heerings, Teijsse , Mårtensson (Diemers/67), Toornstra, Duplan (Schepers/78), Oar, Mulenga, Takagi (van der Gun/59) |  |
| Stadion: Stade Josy Barthel, Luxemburg-Stad Toeschouwers: 2.196 Scheidsrechter: Alain Bieri (Zwitserland) |                           |           |            | Weber, Rogrigues, Franzoni, Caillet, Bukvic, Jänisch, May, Lebresne , Bishevac (Bettmer/63), Er Rafik (Kettenmeyer/87), Bastos (Luis/78) | Ruiter, van der Maarel , Markiet, Heerings, Teijsse , Mårtensson (Diemers/67), Toornstra, Duplan (Schepers/78), Oar, Mulenga, Takagi (van der Gun/59) |  |
| |                           |           |            | | |  |

| 25 juli 2013, 19:30                                                                                     | FC Utrecht                          | 3-3 (1-1) | FC Differdange 03                          | Opstelling FC Utrecht | Opstelling FC Differdange 03 |  |
| Stadion: Stadion Galgenwaard, Utrecht Toeschouwers: 16.437 Scheidsrechter: Nikolai Yordanov (Bulgarije) | 45' Mulenga 49' Mulenga 54' Mulenga |           | 26' Er Rafik 64' Franzoni (pen) 72' Bastos | Ruiter, van der Maarel, Markiet, Heerings (de Kogel/70), Bulthuis, Duplan (Takagi/74), Mårtensson, Toornstra , Oar, Schepers (van der Gun/46), Mulenga | Weber, Franzoni , Bukvic, Caillet, Jänisch, Bastos (Luisi/84) , May , Bishevac (Caron/71), Lebresne, Rogrigues (Kettenmeyer/75), Er Rafik |  |
| Stadion: Stadion Galgenwaard, Utrecht Toeschouwers: 16.437 Scheidsrechter: Nikolai Yordanov (Bulgarije) |                                     |           |                                            | Ruiter, van der Maarel, Markiet, Heerings (de Kogel/70), Bulthuis, Duplan (Takagi/74), Mårtensson, Toornstra , Oar, Schepers (van der Gun/46), Mulenga | Weber, Franzoni , Bukvic, Caillet, Jänisch, Bastos (Luisi/84) , May , Bishevac (Caron/71), Lebresne, Rogrigues (Kettenmeyer/75), Er Rafik |  |
| Stadion: Stadion Galgenwaard, Utrecht Toeschouwers: 16.437 Scheidsrechter: Nikolai Yordanov (Bulgarije) |                                     |           |                                            | Ruiter, van der Maarel, Markiet, Heerings (de Kogel/70), Bulthuis, Duplan (Takagi/74), Mårtensson, Toornstra , Oar, Schepers (van der Gun/46), Mulenga | Weber, Franzoni , Bukvic, Caillet, Jänisch, Bastos (Luisi/84) , May , Bishevac (Caron/71), Lebresne, Rogrigues (Kettenmeyer/75), Er Rafik |  |
| |                                     |           |                                            | | |  |

### KNVB Beker

#### September (Ronde 2)
| 25 september 2013, 20:00                                                                   | FC Utrecht                                            | 4-1 (1-0) | FC Den Bosch            | Opstelling FC Utrecht | Opstelling FC Den Bosch |  |
| Stadion: Stadion Galgenwaard, Utrecht Toeschouwers: 8.550 Scheidsrechter: Serdar Gözübüyük | 15' Toornstra 47' Toornstra 53' Markiet 84' De Ridder |           | 69' van der Maarel (ed) | Ruiter, Markiet, van der Maarel, Heerings (Bjelica/62), Bulthuis (Cortie/83), Mårtensson, Ayoub (van der Gun/56), Janssen, Oar, Toornstra, De Ridder | de Ruiter, Rutten, Hofstede, De Bock (Buitenhuis/64), Tahapary (Bakx/74), van den Broek, Kılıç, Boddaert, Maguire, Seuntjens (Zeldenrust/59), Quekel |  |
| Stadion: Stadion Galgenwaard, Utrecht Toeschouwers: 8.550 Scheidsrechter: Serdar Gözübüyük |                                                       |           |                         | Ruiter, Markiet, van der Maarel, Heerings (Bjelica/62), Bulthuis (Cortie/83), Mårtensson, Ayoub (van der Gun/56), Janssen, Oar, Toornstra, De Ridder | de Ruiter, Rutten, Hofstede, De Bock (Buitenhuis/64), Tahapary (Bakx/74), van den Broek, Kılıç, Boddaert, Maguire, Seuntjens (Zeldenrust/59), Quekel |  |
| Stadion: Stadion Galgenwaard, Utrecht Toeschouwers: 8.550 Scheidsrechter: Serdar Gözübüyük |                                                       |           |                         | Ruiter, Markiet, van der Maarel, Heerings (Bjelica/62), Bulthuis (Cortie/83), Mårtensson, Ayoub (van der Gun/56), Janssen, Oar, Toornstra, De Ridder | de Ruiter, Rutten, Hofstede, De Bock (Buitenhuis/64), Tahapary (Bakx/74), van den Broek, Kılıç, Boddaert, Maguire, Seuntjens (Zeldenrust/59), Quekel |  |
|                                                                                            |                                                       |           |                         | | |  |

#### Oktober (Ronde 3)
| 29 oktober 2013, 20:15                                                           | Kozakken Boys    | 1-2 n.v. (1-0) | FC Utrecht                | Opstelling Kozakken Boys | Opstelling FC Utrecht |  |
| Stadion: Sportpark de Zwaaier Toeschouwers: 4.000 Scheidsrechter: Eric Braamhaar | 26' Irilmazbilek |                | 63' Mulenga 93' Toornstra | Donatz, Jakoba, Lock, den Hoed (Doekhi/106), Mulder, Lucius , Bot, Buijs (Stout/70), Yıldırım, Irilmazbilek, Basoski (Martha/83) | Ruiter, van der Maarel , Heerings (Klaiber/116), Derijck, Bulthuis, Toornstra, van der Gun (van Hofwegen/83), Oar (Takagi/59), Markiet, Mulenga, De Ridder |  |
| Stadion: Sportpark de Zwaaier Toeschouwers: 4.000 Scheidsrechter: Eric Braamhaar |                  |                |                           | Donatz, Jakoba, Lock, den Hoed (Doekhi/106), Mulder, Lucius , Bot, Buijs (Stout/70), Yıldırım, Irilmazbilek, Basoski (Martha/83) | Ruiter, van der Maarel , Heerings (Klaiber/116), Derijck, Bulthuis, Toornstra, van der Gun (van Hofwegen/83), Oar (Takagi/59), Markiet, Mulenga, De Ridder |  |
| Stadion: Sportpark de Zwaaier Toeschouwers: 4.000 Scheidsrechter: Eric Braamhaar |                  |                |                           | Donatz, Jakoba, Lock, den Hoed (Doekhi/106), Mulder, Lucius , Bot, Buijs (Stout/70), Yıldırım, Irilmazbilek, Basoski (Martha/83) | Ruiter, van der Maarel , Heerings (Klaiber/116), Derijck, Bulthuis, Toornstra, van der Gun (van Hofwegen/83), Oar (Takagi/59), Markiet, Mulenga, De Ridder |  |
|                                                                                  |                  |                |                           | | |  |

#### December (1/8e Finale)
| 18 december 2013, 16:45                                                                  | SC Cambuur | 0-2 (0-1) | FC Utrecht                     | Opstelling SC Cambuur | Opstelling FC Utrecht |  |
| Stadion: Cambuurstadion, Leeuwarden Toeschouwers: 5.774 Scheidsrechter: Richard Liesveld |            |           | 13'(ed) Nienhuis 79' De Ridder | Nienhuis, Droste, van der Laan, Leeuwin, Bijker, Bakker (Schokker/83), van Brakel (Feldballe/46), Ritzmaier, Lukoki (Christovão/72), Barto , El Makrini | Ruiter, van der Maarel, Heerings, Derijck, Bulthuis, Toornstra, Oar , Ayoub, Duplan (Sarota/76), Diemers, De Ridder (Badjeck/90) |  |
| Stadion: Cambuurstadion, Leeuwarden Toeschouwers: 5.774 Scheidsrechter: Richard Liesveld |            |           |                                | Nienhuis, Droste, van der Laan, Leeuwin, Bijker, Bakker (Schokker/83), van Brakel (Feldballe/46), Ritzmaier, Lukoki (Christovão/72), Barto , El Makrini | Ruiter, van der Maarel, Heerings, Derijck, Bulthuis, Toornstra, Oar , Ayoub, Duplan (Sarota/76), Diemers, De Ridder (Badjeck/90) |  |
| Stadion: Cambuurstadion, Leeuwarden Toeschouwers: 5.774 Scheidsrechter: Richard Liesveld |            |           |                                | Nienhuis, Droste, van der Laan, Leeuwin, Bijker, Bakker (Schokker/83), van Brakel (Feldballe/46), Ritzmaier, Lukoki (Christovão/72), Barto , El Makrini | Ruiter, van der Maarel, Heerings, Derijck, Bulthuis, Toornstra, Oar , Ayoub, Duplan (Sarota/76), Diemers, De Ridder (Badjeck/90) |  |
|                                                                                          |            |           |                                | | |  |

#### Januari (Kwartfinale)
| 22 januari 2014, 19:45                                                                     | N.E.C.     | 1-0 (1-0) | FC Utrecht | Opstelling N.E.C. | Opstelling FC Utrecht |  |
| Stadion: McDOS Goffertstadion, Nijmegen Toeschouwers: 6.000 Scheidsrechter: Tom van Sichem | 8' Vermijl |           |            | Johnsson, Vermijl, van Eijden, Haitz , Conboy, Štefánik, Rieks , Koolwijk, Hemlein, Higdon (Castillion/76), Jantscher | Ruiter, van der Maarel , Markiet, Heerings, Derijck, Toornstra , Ayoub , Sarota (Kerk/81), Pappot (Badjeck/46) , Diemers (Schepers/64), De Ridder |  |
| Stadion: McDOS Goffertstadion, Nijmegen Toeschouwers: 6.000 Scheidsrechter: Tom van Sichem |            |           |            | Johnsson, Vermijl, van Eijden, Haitz , Conboy, Štefánik, Rieks , Koolwijk, Hemlein, Higdon (Castillion/76), Jantscher | Ruiter, van der Maarel , Markiet, Heerings, Derijck, Toornstra , Ayoub , Sarota (Kerk/81), Pappot (Badjeck/46) , Diemers (Schepers/64), De Ridder |  |
| Stadion: McDOS Goffertstadion, Nijmegen Toeschouwers: 6.000 Scheidsrechter: Tom van Sichem |            |           |            | Johnsson, Vermijl, van Eijden, Haitz , Conboy, Štefánik, Rieks , Koolwijk, Hemlein, Higdon (Castillion/76), Jantscher | Ruiter, van der Maarel , Markiet, Heerings, Derijck, Toornstra , Ayoub , Sarota (Kerk/81), Pappot (Badjeck/46) , Diemers (Schepers/64), De Ridder |  |
|                                                                                            |            |           |            | | |  |

### Eredivisie

#### Augustus
| 4 augustus 2013, 14:30                                                                     | FC Utrecht   | 1-1 (1-0) | Go Ahead Eagles | Opstelling FC Utrecht | Opstelling Go Ahead Eagles |  |
| Stadion: Stadion Galgenwaard, Utrecht Toeschouwers: 14.551 Scheidsrechter: Jochem Kamphuis | 15' Bulthuis |           | 46' Houtkoop    | Ruiter, van der Maarel, Derijck, Heerings , Bulthuis , Takagi (Schepers/76), Mårtensson (Ayoub/70), Toornstra, Oar, de Kogel (De Ridder/64), Mulenga | Room, Schmidt, Amevor, van der Linden, Scenk (Schroyen/85), Lambooij (Pot/79), Overgoor, Türüç (Rijsdijk/11), Antonia, Kolder, Houtkoop |  |
| Stadion: Stadion Galgenwaard, Utrecht Toeschouwers: 14.551 Scheidsrechter: Jochem Kamphuis |              |           |                 | Ruiter, van der Maarel, Derijck, Heerings , Bulthuis , Takagi (Schepers/76), Mårtensson (Ayoub/70), Toornstra, Oar, de Kogel (De Ridder/64), Mulenga | Room, Schmidt, Amevor, van der Linden, Scenk (Schroyen/85), Lambooij (Pot/79), Overgoor, Türüç (Rijsdijk/11), Antonia, Kolder, Houtkoop |  |
| Stadion: Stadion Galgenwaard, Utrecht Toeschouwers: 14.551 Scheidsrechter: Jochem Kamphuis |              |           |                 | Ruiter, van der Maarel, Derijck, Heerings , Bulthuis , Takagi (Schepers/76), Mårtensson (Ayoub/70), Toornstra, Oar, de Kogel (De Ridder/64), Mulenga | Room, Schmidt, Amevor, van der Linden, Scenk (Schroyen/85), Lambooij (Pot/79), Overgoor, Türüç (Rijsdijk/11), Antonia, Kolder, Houtkoop |  |
|                                                                                            |              |           |                 | | |  |

| 11 augustus 2013, 14:30                                                         | FC Groningen                        | 2-0 (1-0) | FC Utrecht | Opstelling FC Groningen | Opstelling FC Utrecht |  |
| Stadion: Euroborg, Groningen Toeschouwers: 19.076 Scheidsrechter: Dennis Higler | 2'(pen) van der Velden 71' Živković |           |            | Bizot, Kappelhof , Letschert, Botteghin, Wijnaldum (Burnet/46), van der Velden (de Leeuw/76), Lindgren, Chery, Kirm, Texeira (Živković/64), Kostić | Ruiter, van der Maarel, Derijck, Heerings, Bulthuis, Takagi (Schepers/74), Mårtensson (Ayoub/82), Toornstra, Oar (Diemers/81), De Ridder, Mulenga |  |
| Stadion: Euroborg, Groningen Toeschouwers: 19.076 Scheidsrechter: Dennis Higler |                                     |           |            | Bizot, Kappelhof , Letschert, Botteghin, Wijnaldum (Burnet/46), van der Velden (de Leeuw/76), Lindgren, Chery, Kirm, Texeira (Živković/64), Kostić | Ruiter, van der Maarel, Derijck, Heerings, Bulthuis, Takagi (Schepers/74), Mårtensson (Ayoub/82), Toornstra, Oar (Diemers/81), De Ridder, Mulenga |  |
| Stadion: Euroborg, Groningen Toeschouwers: 19.076 Scheidsrechter: Dennis Higler |                                     |           |            | Bizot, Kappelhof , Letschert, Botteghin, Wijnaldum (Burnet/46), van der Velden (de Leeuw/76), Lindgren, Chery, Kirm, Texeira (Živković/64), Kostić | Ruiter, van der Maarel, Derijck, Heerings, Bulthuis, Takagi (Schepers/74), Mårtensson (Ayoub/82), Toornstra, Oar (Diemers/81), De Ridder, Mulenga |  |
|                                                                                 |                                     |           |            | | |  |

| 18 augustus 2013, 16:30                                                              | FC Twente                                                                       | 6-0 (4-0) | FC Utrecht | Opstelling FC Twente | Opstelling FC Utrecht |  |
| Stadion: Grolsch Veste, Enschede Toeschouwers: 29.700 Scheidsrechter: Pol van Boekel | 8' Promes 11'(pen) Tadić 25' Castaignos 36' Castaignos 68' Promes 90' Bengtsson |           |            | Marsman, Rosales, Bengtsson, Bjelland (Martina/73), Koppers, Ebecilio (Tanda/78), Eghan (John/61), Gutiérrez, Promes , Castaignos, Tadić | Verhoeven, van der Maarel, Derijck, Heerings, Bulthuis, Ayoub, Mårtensson , Toornstra, Oar (Takagi/73), De Ridder (Schepers/67), Mulenga |  |
| Stadion: Grolsch Veste, Enschede Toeschouwers: 29.700 Scheidsrechter: Pol van Boekel |                                                                                 |           |            | Marsman, Rosales, Bengtsson, Bjelland (Martina/73), Koppers, Ebecilio (Tanda/78), Eghan (John/61), Gutiérrez, Promes , Castaignos, Tadić | Verhoeven, van der Maarel, Derijck, Heerings, Bulthuis, Ayoub, Mårtensson , Toornstra, Oar (Takagi/73), De Ridder (Schepers/67), Mulenga |  |
| Stadion: Grolsch Veste, Enschede Toeschouwers: 29.700 Scheidsrechter: Pol van Boekel |                                                                                 |           |            | Marsman, Rosales, Bengtsson, Bjelland (Martina/73), Koppers, Ebecilio (Tanda/78), Eghan (John/61), Gutiérrez, Promes , Castaignos, Tadić | Verhoeven, van der Maarel, Derijck, Heerings, Bulthuis, Ayoub, Mårtensson , Toornstra, Oar (Takagi/73), De Ridder (Schepers/67), Mulenga |  |
|                                                                                      |                                                                                 |           |            | | |  |

| 25 augustus 2013, 16:30                                                                   | FC Utrecht                  | 2-0 (0-0) | AZ | Opstelling FC Utrecht | Opstelling AZ |  |
| Stadion: Stadion Galgenwaard, Utrecht Toeschouwers: 14.486 Scheidsrechter: Tom van Sichem | 54' De Ridder 65' De Ridder |           |    | Verhoeven, Van de Maarel , Derijck, Bulthuis, Heerings, Toornstra , Ayoub, Janssen (Mårtensson/72), Mulenga, Oar, De Ridder (Schepers/77) | Esteban, Johansson, Nick Viergever, Gouweleeuw, Wuytens, Gudelj (Ortíz/46), Elm (Overtoom/46), Henriksen, Guðmundsson, Jóhannsson, Beerens (Martens/59) |  |
| Stadion: Stadion Galgenwaard, Utrecht Toeschouwers: 14.486 Scheidsrechter: Tom van Sichem |                             |           |    | Verhoeven, Van de Maarel , Derijck, Bulthuis, Heerings, Toornstra , Ayoub, Janssen (Mårtensson/72), Mulenga, Oar, De Ridder (Schepers/77) | Esteban, Johansson, Nick Viergever, Gouweleeuw, Wuytens, Gudelj (Ortíz/46), Elm (Overtoom/46), Henriksen, Guðmundsson, Jóhannsson, Beerens (Martens/59) |  |
| Stadion: Stadion Galgenwaard, Utrecht Toeschouwers: 14.486 Scheidsrechter: Tom van Sichem |                             |           |    | Verhoeven, Van de Maarel , Derijck, Bulthuis, Heerings, Toornstra , Ayoub, Janssen (Mårtensson/72), Mulenga, Oar, De Ridder (Schepers/77) | Esteban, Johansson, Nick Viergever, Gouweleeuw, Wuytens, Gudelj (Ortíz/46), Elm (Overtoom/46), Henriksen, Guðmundsson, Jóhannsson, Beerens (Martens/59) |  |
|                                                                                           |                             |           |    | | |  |

#### September
| 1 september 2013, 14:30                                                                 | PEC Zwolle  | 1-1 (0-0) | FC Utrecht  | Opstelling PEC Zwolle | Opstelling FC Utrecht |  |
| Stadion: IJsseldeltastadion, Zwolle Toeschouwers: 11.324 Scheidsrechter: Eric Braamhaar | 74' Nijland |           | 50' Janssen | Begois, van Polen, Lachman , van der Werff (van Hintum/70), Achenteh, Drost (Broerse/87), Mokotjo, Saymak, Klich, Fernandez (Nijland/59), Benson | Verhoeven, van der Maarel, Derijck, Heerings, Bulthuis , Toornstra, Janssen, Ayoub, Oar, Schepers (Takagi/70), De Ridder |  |
| Stadion: IJsseldeltastadion, Zwolle Toeschouwers: 11.324 Scheidsrechter: Eric Braamhaar |             |           |             | Begois, van Polen, Lachman , van der Werff (van Hintum/70), Achenteh, Drost (Broerse/87), Mokotjo, Saymak, Klich, Fernandez (Nijland/59), Benson | Verhoeven, van der Maarel, Derijck, Heerings, Bulthuis , Toornstra, Janssen, Ayoub, Oar, Schepers (Takagi/70), De Ridder |  |
| Stadion: IJsseldeltastadion, Zwolle Toeschouwers: 11.324 Scheidsrechter: Eric Braamhaar |             |           |             | Begois, van Polen, Lachman , van der Werff (van Hintum/70), Achenteh, Drost (Broerse/87), Mokotjo, Saymak, Klich, Fernandez (Nijland/59), Benson | Verhoeven, van der Maarel, Derijck, Heerings, Bulthuis , Toornstra, Janssen, Ayoub, Oar, Schepers (Takagi/70), De Ridder |  |
|                                                                                         |             |           |             | | |  |

| 15 september 2013, 16:30                                                                    | FC Utrecht                 | 2-1 (2-0) | RKC Waalwijk | Opstelling FC Utrecht | Opstelling RKC Waalwijk |  |
| Stadion: Stadion Galgenwaard, Utrecht Toeschouwers: 14.717 Scheidsrechter: Richard Liesveld | 5' De Ridder 40' De Ridder |           | 63' Amieux   | Verhoeven, van der Maarel (Markiet/74), Derijck, Heerings, Bulthuis, Toornstra, Janssen, Ayoub, Oar (Takagi/65), Schepers (van der Stoep/74), De Ridder | Šeda, Lamey (Apau/46), van Weert, Ivens, Amieux, Tavares, Braber, Duits, Slager (Beauguel/85) , Joachim, Schet (Castelen/74) |  |
| Stadion: Stadion Galgenwaard, Utrecht Toeschouwers: 14.717 Scheidsrechter: Richard Liesveld |                            |           |              | Verhoeven, van der Maarel (Markiet/74), Derijck, Heerings, Bulthuis, Toornstra, Janssen, Ayoub, Oar (Takagi/65), Schepers (van der Stoep/74), De Ridder | Šeda, Lamey (Apau/46), van Weert, Ivens, Amieux, Tavares, Braber, Duits, Slager (Beauguel/85) , Joachim, Schet (Castelen/74) |  |
| Stadion: Stadion Galgenwaard, Utrecht Toeschouwers: 14.717 Scheidsrechter: Richard Liesveld |                            |           |              | Verhoeven, van der Maarel (Markiet/74), Derijck, Heerings, Bulthuis, Toornstra, Janssen, Ayoub, Oar (Takagi/65), Schepers (van der Stoep/74), De Ridder | Šeda, Lamey (Apau/46), van Weert, Ivens, Amieux, Tavares, Braber, Duits, Slager (Beauguel/85) , Joachim, Schet (Castelen/74) |  |
|                                                                                             |                            |           |              | | |  |

| 22 september 2013, 14:30                                                       | Feyenoord   | 1-0 (1-0) | FC Utrecht | Opstelling Feyenoord | Opstelling FC Utrecht |  |
| Stadion: De Kuip, Rotterdam Toeschouwers: 46.000 Scheidsrechter: Björn Kuipers | 35' Vilhena |           |            | Mulder, Janmaat, de Vrij, Mathijsen (Nelom/46), Martins Indi, Clasie, Immers, Vilhena, Armenteros (Schaken/60), Pellè, Boëtius (Goossens/72) | Ruiter, Markiet, Derijck, Heerings, Bulthuis , Mårtensson (Schepers/76), Janssen, Ayoub , Oar (van der Gun/59), Toornstra, De Ridder |  |
| Stadion: De Kuip, Rotterdam Toeschouwers: 46.000 Scheidsrechter: Björn Kuipers |             |           |            | Mulder, Janmaat, de Vrij, Mathijsen (Nelom/46), Martins Indi, Clasie, Immers, Vilhena, Armenteros (Schaken/60), Pellè, Boëtius (Goossens/72) | Ruiter, Markiet, Derijck, Heerings, Bulthuis , Mårtensson (Schepers/76), Janssen, Ayoub , Oar (van der Gun/59), Toornstra, De Ridder |  |
| Stadion: De Kuip, Rotterdam Toeschouwers: 46.000 Scheidsrechter: Björn Kuipers |             |           |            | Mulder, Janmaat, de Vrij, Mathijsen (Nelom/46), Martins Indi, Clasie, Immers, Vilhena, Armenteros (Schaken/60), Pellè, Boëtius (Goossens/72) | Ruiter, Markiet, Derijck, Heerings, Bulthuis , Mårtensson (Schepers/76), Janssen, Ayoub , Oar (van der Gun/59), Toornstra, De Ridder |  |
|                                                                                |             |           |            | | |  |

| 28 september 2013, 19:45                                                                 | FC Utrecht                                  | 3-3 (2-1) | Roda JC                             | Opstelling FC Utrecht | Opstelling Roda JC |  |
| Stadion: Stadion Galgenwaard,Utrecht Toeschouwers: 14.320 Scheidsrechter: Danny Makkelie | 13' van der Gun 42' Toornstra 86' Toornstra |           | 27' Németh 62' Fledderus 74' Németh | Ruiter, Markiet, Heerings, Derijck, Bulthuis , Ayoub, Janssen (Takagi/18) , Oar (Mulenga/60), Toornstra, van der Gun (Schepers/75), De Ridder | Kurto, Sutchuin-Djoum, Luijckx (Bonevacia/32) , Biemans , van Peppen, Hupperts, Pluim (Demouge/60), Donald, Kali , Fledderus , Németh (Paulissen/82) |  |
| Stadion: Stadion Galgenwaard,Utrecht Toeschouwers: 14.320 Scheidsrechter: Danny Makkelie |                                             |           |                                     | Ruiter, Markiet, Heerings, Derijck, Bulthuis , Ayoub, Janssen (Takagi/18) , Oar (Mulenga/60), Toornstra, van der Gun (Schepers/75), De Ridder | Kurto, Sutchuin-Djoum, Luijckx (Bonevacia/32) , Biemans , van Peppen, Hupperts, Pluim (Demouge/60), Donald, Kali , Fledderus , Németh (Paulissen/82) |  |
| Stadion: Stadion Galgenwaard,Utrecht Toeschouwers: 14.320 Scheidsrechter: Danny Makkelie |                                             |           |                                     | Ruiter, Markiet, Heerings, Derijck, Bulthuis , Ayoub, Janssen (Takagi/18) , Oar (Mulenga/60), Toornstra, van der Gun (Schepers/75), De Ridder | Kurto, Sutchuin-Djoum, Luijckx (Bonevacia/32) , Biemans , van Peppen, Hupperts, Pluim (Demouge/60), Donald, Kali , Fledderus , Németh (Paulissen/82) |  |
|                                                                                          |                                             |           |                                     | | |  |

#### Oktober
| 6 oktober 2013, 12:30                                                               | AFC Ajax                             | 3-0 (1-0) | FC Utrecht | Opstelling AFC Ajax | Opstelling FC Utrecht |  |
| Stadion: Amsterdam ArenA, Amsterdam Toeschouwers: 49.294 Scheidsrechter: Kevin Blom | 45' Serero 59' Klaassen 90+1' Hoesen |           |            | Cillessen, van Rhijn, van der Hoorn, Denswil, Blind, de Jong (Serero/25), Poulsen, Klaassen, de Sa (Andersen/69), Sigþórsson (Hoesen/81), Fischer | Ruiter, Markiet, Heerings, Derijck, van der Maarel, Mårtensson , Ayoub , Toornstra, Oar (Mulenga/62), De Ridder (van Velzen/75), van der Gun |  |
| Stadion: Amsterdam ArenA, Amsterdam Toeschouwers: 49.294 Scheidsrechter: Kevin Blom |                                      |           |            | Cillessen, van Rhijn, van der Hoorn, Denswil, Blind, de Jong (Serero/25), Poulsen, Klaassen, de Sa (Andersen/69), Sigþórsson (Hoesen/81), Fischer | Ruiter, Markiet, Heerings, Derijck, van der Maarel, Mårtensson , Ayoub , Toornstra, Oar (Mulenga/62), De Ridder (van Velzen/75), van der Gun |  |
| Stadion: Amsterdam ArenA, Amsterdam Toeschouwers: 49.294 Scheidsrechter: Kevin Blom |                                      |           |            | Cillessen, van Rhijn, van der Hoorn, Denswil, Blind, de Jong (Serero/25), Poulsen, Klaassen, de Sa (Andersen/69), Sigþórsson (Hoesen/81), Fischer | Ruiter, Markiet, Heerings, Derijck, van der Maarel, Mårtensson , Ayoub , Toornstra, Oar (Mulenga/62), De Ridder (van Velzen/75), van der Gun |  |
|                                                                                     |                                      |           |            | | |  |

| 19 oktober 2013, 19:45                                                                 | FC Utrecht                                        | 4-2 (1-1) | NAC Breda               | Opstelling FC Utrecht | Opstelling NAC Breda |  |
| Stadion: Stadion Galgenwaard, Utrecht Toeschouwers: 16.019 Scheidsrechter: Bas Nijhuis | 16' Ayoub 63' Toornstra 81' Mulenga 83' Toornstra |           | 36' Verbeek 86' Hadouir | Ruiter, van der Maarel, Heerings, Derijck, Bulthuis, Mårtensson, Toornstra, Ayoub (van Hofwegen/87), van Velzen (Mulenga/62), De Ridder (Takagi/79), van der Gun | ten Rouwelaar, De Roover, Drost, Kwakman, Bodor (Suk/86), Buijs , Lurling, Seuntjens (Hadouir/72) , Verbeek (Perica/67), Poepon, Sarpong |  |
| Stadion: Stadion Galgenwaard, Utrecht Toeschouwers: 16.019 Scheidsrechter: Bas Nijhuis |                                                   |           |                         | Ruiter, van der Maarel, Heerings, Derijck, Bulthuis, Mårtensson, Toornstra, Ayoub (van Hofwegen/87), van Velzen (Mulenga/62), De Ridder (Takagi/79), van der Gun | ten Rouwelaar, De Roover, Drost, Kwakman, Bodor (Suk/86), Buijs , Lurling, Seuntjens (Hadouir/72) , Verbeek (Perica/67), Poepon, Sarpong |  |
| Stadion: Stadion Galgenwaard, Utrecht Toeschouwers: 16.019 Scheidsrechter: Bas Nijhuis |                                                   |           |                         | Ruiter, van der Maarel, Heerings, Derijck, Bulthuis, Mårtensson, Toornstra, Ayoub (van Hofwegen/87), van Velzen (Mulenga/62), De Ridder (Takagi/79), van der Gun | ten Rouwelaar, De Roover, Drost, Kwakman, Bodor (Suk/86), Buijs , Lurling, Seuntjens (Hadouir/72) , Verbeek (Perica/67), Poepon, Sarpong |  |
|                                                                                        |                                                   |           |                         | | |  |

| 26 oktober 2013, 19:45                                                                | SC Cambuur                            | 3-1 (0-1) | FC Utrecht | Opstelling SC Cambuur | Opstelling FC Utrecht |  |
| Stadion: Cambuurstadion, Leeuwarden Toeschouwers: 9.620 Scheidsrechter: Dennis Higler | 61' Hemmen 80' Bakker 90+1' Ritzmaier |           | 10' Ayoub  | Nienhuis, Droste, Leeuwin , van der Laan, Bijker, Bakker (van Moorsel/90+2), El Makrini , Ritzmaier, Lukoki (Feldballe/89), Hemmen, Brands (Christovão/83) | Ruiter, van der Maarel, Heerings , Derijck, Bulthuis, Mårtensson (Diemers/45+1) , Toornstra, Ayoub, van Velzen (Mulenga/60), De Ridder (Teijsse/69), van der Gun |  |
| Stadion: Cambuurstadion, Leeuwarden Toeschouwers: 9.620 Scheidsrechter: Dennis Higler |                                       |           |            | Nienhuis, Droste, Leeuwin , van der Laan, Bijker, Bakker (van Moorsel/90+2), El Makrini , Ritzmaier, Lukoki (Feldballe/89), Hemmen, Brands (Christovão/83) | Ruiter, van der Maarel, Heerings , Derijck, Bulthuis, Mårtensson (Diemers/45+1) , Toornstra, Ayoub, van Velzen (Mulenga/60), De Ridder (Teijsse/69), van der Gun |  |
| Stadion: Cambuurstadion, Leeuwarden Toeschouwers: 9.620 Scheidsrechter: Dennis Higler |                                       |           |            | Nienhuis, Droste, Leeuwin , van der Laan, Bijker, Bakker (van Moorsel/90+2), El Makrini , Ritzmaier, Lukoki (Feldballe/89), Hemmen, Brands (Christovão/83) | Ruiter, van der Maarel, Heerings , Derijck, Bulthuis, Mårtensson (Diemers/45+1) , Toornstra, Ayoub, van Velzen (Mulenga/60), De Ridder (Teijsse/69), van der Gun |  |
|                                                                                       |                                       |           |            | | |  |

#### November
| 3 november 2013, 16:30                                                                     | FC Utrecht                | 2-0 (1-0) | SC Heerenveen | Opstelling FC Utrecht | Opstelling SC Heerenveen |  |
| Stadion: Stadion Galgenwaard, Utrecht Toeschouwers: 17.880 Scheidsrechter: Jochem Kamphuis | 19' Toornstra 54' Mulenga |           |               | Ruiter, Markiet, van der Maarel , Heerings, Bulthuis, Toornstra, Oar (Takagi/60), Ayoub, van der Gun (van Hofwegen/75), Mulenga, De Ridder | Nordfeldt, van Anholt, Otigba , Kruiswijk , Dijks, de Roon , Ziyech, van den Berg , van La Parra , Finnbogason, Wildschut (Nwofor/45) (Slagveer/69) |  |
| Stadion: Stadion Galgenwaard, Utrecht Toeschouwers: 17.880 Scheidsrechter: Jochem Kamphuis |                           |           |               | Ruiter, Markiet, van der Maarel , Heerings, Bulthuis, Toornstra, Oar (Takagi/60), Ayoub, van der Gun (van Hofwegen/75), Mulenga, De Ridder | Nordfeldt, van Anholt, Otigba , Kruiswijk , Dijks, de Roon , Ziyech, van den Berg , van La Parra , Finnbogason, Wildschut (Nwofor/45) (Slagveer/69) |  |
| Stadion: Stadion Galgenwaard, Utrecht Toeschouwers: 17.880 Scheidsrechter: Jochem Kamphuis |                           |           |               | Ruiter, Markiet, van der Maarel , Heerings, Bulthuis, Toornstra, Oar (Takagi/60), Ayoub, van der Gun (van Hofwegen/75), Mulenga, De Ridder | Nordfeldt, van Anholt, Otigba , Kruiswijk , Dijks, de Roon , Ziyech, van den Berg , van La Parra , Finnbogason, Wildschut (Nwofor/45) (Slagveer/69) |  |
|                                                                                            |                           |           |               | | |  |

| 9 november 2013, 19:45                                                         | Vitesse                                  | 3-1 (1-0) | FC Utrecht         | Opstelling Vitesse | Opstelling FC Utrecht |  |
| Stadion: Gelredome, Arnhem Toeschouwers: 16.779 Scheidsrechter: Pol van Boekel | 31'(pen) Atsu 86' Havenaar 90+3' Pröpper |           | 63'(pen) De Ridder | Velthuizen, Leerdam , Kasjia , van der Heijden, van Aanholt, Pröpper, Atsu, Vejinović , Ibarra (Qazaishvili/66), Havenaar, Piazon (Kakuta/90+1) | Ruiter, Markiet, van der Maarel, Heerings , Bulthuis, Oar, Ayoub, Toornstra, van der Gun, De Ridder (Schepers/80), Mulenga (Takagi/12) |  |
| Stadion: Gelredome, Arnhem Toeschouwers: 16.779 Scheidsrechter: Pol van Boekel |                                          |           |                    | Velthuizen, Leerdam , Kasjia , van der Heijden, van Aanholt, Pröpper, Atsu, Vejinović , Ibarra (Qazaishvili/66), Havenaar, Piazon (Kakuta/90+1) | Ruiter, Markiet, van der Maarel, Heerings , Bulthuis, Oar, Ayoub, Toornstra, van der Gun, De Ridder (Schepers/80), Mulenga (Takagi/12) |  |
| Stadion: Gelredome, Arnhem Toeschouwers: 16.779 Scheidsrechter: Pol van Boekel |                                          |           |                    | Velthuizen, Leerdam , Kasjia , van der Heijden, van Aanholt, Pröpper, Atsu, Vejinović , Ibarra (Qazaishvili/66), Havenaar, Piazon (Kakuta/90+1) | Ruiter, Markiet, van der Maarel, Heerings , Bulthuis, Oar, Ayoub, Toornstra, van der Gun, De Ridder (Schepers/80), Mulenga (Takagi/12) |  |
|                                                                                |                                          |           |                    | | |  |

| 24 november 2013, 12:30                                                               | FC Utrecht                             | 3-0 (2-0) | ADO Den Haag | Opstelling FC Utrecht | Opstelling ADO Den Haag |  |
| Stadion: Stadion Galgenwaard, Utrecht Toeschouwers: 13.800 Scheidsrechter: Kevin Blom | 41' De Ridder 45+1' Ayoub 43' Heerings |           |              | Ruiter, Markiet, van der Maarel , Heerings , Bulthuis, Toornstra, Oar (Duplan/61), Ayoub, Takagi , Pappot (Derijck/77), De Ridder | Coutinho, Zuiverloon , Alberg, Beugelsdijk (Schet/84), Meijers, Malone (Wormgoor/66), Holla (van Haaren/61), Gehrt, van Duinen, Kramer, Cabral |  |
| Stadion: Stadion Galgenwaard, Utrecht Toeschouwers: 13.800 Scheidsrechter: Kevin Blom |                                        |           |              | Ruiter, Markiet, van der Maarel , Heerings , Bulthuis, Toornstra, Oar (Duplan/61), Ayoub, Takagi , Pappot (Derijck/77), De Ridder | Coutinho, Zuiverloon , Alberg, Beugelsdijk (Schet/84), Meijers, Malone (Wormgoor/66), Holla (van Haaren/61), Gehrt, van Duinen, Kramer, Cabral |  |
| Stadion: Stadion Galgenwaard, Utrecht Toeschouwers: 13.800 Scheidsrechter: Kevin Blom |                                        |           |              | Ruiter, Markiet, van der Maarel , Heerings , Bulthuis, Toornstra, Oar (Duplan/61), Ayoub, Takagi , Pappot (Derijck/77), De Ridder | Coutinho, Zuiverloon , Alberg, Beugelsdijk (Schet/84), Meijers, Malone (Wormgoor/66), Holla (van Haaren/61), Gehrt, van Duinen, Kramer, Cabral |  |
|                                                                                       |                                        |           |              | | |  |

| 30 november 2013, 20:45                                                           | Heracles Almelo | 1-2 (1-0) | FC Utrecht                  | Opstelling Heracles Almelo | Opstelling FC Utrecht |  |
| Stadion: Polman Stadion, Almelo Toeschouwers: 8.169 Scheidsrechter: Dennis Higler | 27' Bel Hassani |           | 55' Toornstra 81' Toornstra | Pasveer , te Wierik (Streutker/82), Schenkeveld, Rienstra, Davidson, Bel Hassani, Quansah, Bruns (Cziommer/82), Rosheuvel , Amoah, Linssen (Tannane/65) | Ruiter, Markiet, Heerings, Derijck, Bulthuis, Toornstra, Oar (Bjelica/89), Ayoub (Diemers/36), Duplan, De Ridder, Pappot |  |
| Stadion: Polman Stadion, Almelo Toeschouwers: 8.169 Scheidsrechter: Dennis Higler |                 |           |                             | Pasveer , te Wierik (Streutker/82), Schenkeveld, Rienstra, Davidson, Bel Hassani, Quansah, Bruns (Cziommer/82), Rosheuvel , Amoah, Linssen (Tannane/65) | Ruiter, Markiet, Heerings, Derijck, Bulthuis, Toornstra, Oar (Bjelica/89), Ayoub (Diemers/36), Duplan, De Ridder, Pappot |  |
| Stadion: Polman Stadion, Almelo Toeschouwers: 8.169 Scheidsrechter: Dennis Higler |                 |           |                             | Pasveer , te Wierik (Streutker/82), Schenkeveld, Rienstra, Davidson, Bel Hassani, Quansah, Bruns (Cziommer/82), Rosheuvel , Amoah, Linssen (Tannane/65) | Ruiter, Markiet, Heerings, Derijck, Bulthuis, Toornstra, Oar (Bjelica/89), Ayoub (Diemers/36), Duplan, De Ridder, Pappot |  |
|                                                                                   |                 |           |                             | | |  |

#### December
| 6 december 2013, 20:00                                                                    | FC Utrecht                | 2-0 (0-0) | N.E.C. | Opstelling FC Utrecht | Opstelling N.E.C. |  |
| Stadion: Stadion Galgenwaard, Utrecht Toeschouwers: 15.034 Scheidsrechter: Jeroen Sanders | 49' Markiet 78' De Ridder |           |        | Ruiter, van der Maarel, Markiet (Derijck/70), Heerings, Bulthuis , Toornstra (Takagi/82), Oar (Sarota/65), Ayoub, Duplan, De Ridder, Pappot | Johnsson, Vermijl, van Eijden, Pálsson, Leiwakabessy, Jahanbakhsh , Mulder, Rieks, Koolwijk , Conboy, Higdon (Hemlein/79) |  |
| Stadion: Stadion Galgenwaard, Utrecht Toeschouwers: 15.034 Scheidsrechter: Jeroen Sanders |                           |           |        | Ruiter, van der Maarel, Markiet (Derijck/70), Heerings, Bulthuis , Toornstra (Takagi/82), Oar (Sarota/65), Ayoub, Duplan, De Ridder, Pappot | Johnsson, Vermijl, van Eijden, Pálsson, Leiwakabessy, Jahanbakhsh , Mulder, Rieks, Koolwijk , Conboy, Higdon (Hemlein/79) |  |
| Stadion: Stadion Galgenwaard, Utrecht Toeschouwers: 15.034 Scheidsrechter: Jeroen Sanders |                           |           |        | Ruiter, van der Maarel, Markiet (Derijck/70), Heerings, Bulthuis , Toornstra (Takagi/82), Oar (Sarota/65), Ayoub, Duplan, De Ridder, Pappot | Johnsson, Vermijl, van Eijden, Pálsson, Leiwakabessy, Jahanbakhsh , Mulder, Rieks, Koolwijk , Conboy, Higdon (Hemlein/79) |  |
|                                                                                           |                           |           |        | | |  |

| 15 december 2013, 16:30                                                                   | FC Utrecht   | 1-5 (0-4) | PSV Eindhoven                                             | Opstelling FC Utrecht | Opstelling PSV Eindhoven                                                                                         |  |
| Stadion: Stadion Galgenwaard, Utrecht Toeschouwers: 20.011 Scheidsrechter: Pol van Boekel | 73' Bulthuis |           | 3' Maher 13' Depay 30' Locadia 33'(pen) Depay 90+2' Maher | Ruiter, van der Maarel , Markiet , Heerings, Bulthuis , Toornstra, Duplan, Ayoub, Sarota (Diemers/65), Pappot (Oar/46), De Ridder | Zoet, Arias , Bruma, Rekik , Willems (Tamata/74), Hiljemark , Maher, Hendrix, Park (Narsingh/78), Locadia, Depay |  |
| Stadion: Stadion Galgenwaard, Utrecht Toeschouwers: 20.011 Scheidsrechter: Pol van Boekel |              |           |                                                           | Ruiter, van der Maarel , Markiet , Heerings, Bulthuis , Toornstra, Duplan, Ayoub, Sarota (Diemers/65), Pappot (Oar/46), De Ridder | Zoet, Arias , Bruma, Rekik , Willems (Tamata/74), Hiljemark , Maher, Hendrix, Park (Narsingh/78), Locadia, Depay |  |
| Stadion: Stadion Galgenwaard, Utrecht Toeschouwers: 20.011 Scheidsrechter: Pol van Boekel |              |           |                                                           | Ruiter, van der Maarel , Markiet , Heerings, Bulthuis , Toornstra, Duplan, Ayoub, Sarota (Diemers/65), Pappot (Oar/46), De Ridder | Zoet, Arias , Bruma, Rekik , Willems (Tamata/74), Hiljemark , Maher, Hendrix, Park (Narsingh/78), Locadia, Depay |  |
|                                                                                           |              |           |                                                           | | |  |

| 22 december 2013, 14:30                                                                     | Go Ahead Eagles                      | 2-1 (1-1) | FC Utrecht | Opstelling Go Ahead Eagles | Opstelling FC Utrecht |  |
| Stadion: De Adelaarshorst, Deventer Toeschouwers: 7.538 Scheidsrechter: Reinold Wiedemeijer | 14' Rijsdijk 74'(pen) van der Linden |           | 4' Badjeck | Room, Schmidt, Vriends, van der Linden, Schenk, Overgoor (Amevor/88), Rijsdijk (Lambooij/90+4), Türüç, Antonia, Falkenburg, Houtkoop (Godee/88) | Ruiter, van der Maarel , Markiet, Heerings, Derijck , Toornstra, Oar , Ayoub, Sarota (van der Stoep/82), Diemers, Badjeck |  |
| Stadion: De Adelaarshorst, Deventer Toeschouwers: 7.538 Scheidsrechter: Reinold Wiedemeijer |                                      |           |            | Room, Schmidt, Vriends, van der Linden, Schenk, Overgoor (Amevor/88), Rijsdijk (Lambooij/90+4), Türüç, Antonia, Falkenburg, Houtkoop (Godee/88) | Ruiter, van der Maarel , Markiet, Heerings, Derijck , Toornstra, Oar , Ayoub, Sarota (van der Stoep/82), Diemers, Badjeck |  |
| Stadion: De Adelaarshorst, Deventer Toeschouwers: 7.538 Scheidsrechter: Reinold Wiedemeijer |                                      |           |            | Room, Schmidt, Vriends, van der Linden, Schenk, Overgoor (Amevor/88), Rijsdijk (Lambooij/90+4), Türüç, Antonia, Falkenburg, Houtkoop (Godee/88) | Ruiter, van der Maarel , Markiet, Heerings, Derijck , Toornstra, Oar , Ayoub, Sarota (van der Stoep/82), Diemers, Badjeck |  |
|                                                                                             |                                      |           |            | | |  |

#### Januari
| 19 januari 2014, 14:30                                                                 | FC Utrecht                  | 2-5 (2-3) | Feyenoord                                                 | Opstelling FC Utrecht | Opstelling Feyenoord                                                                                               |  |
| Stadion: Stadion Galgenwaard, Utrecht Toeschouwers: 22.134 Scheidsrechter: Pieter Vink | 12' Toornstra 22' Toornstra |           | 17' Schaken 18' Pellè 33' De Vrij 72' Schaken 89' Vilhena | Ruiter, van der Maarel, Markiet, Heerings, Bulthuis, Toornstra, Oar (Schepers/75), Ayoub, Diemers, Duplan (Badjeck/82), De Ridder | Mulder, Janmaat, De Vrij, Mathijsen, Martins Indi, Clasie, Immers, Vilhena , Schaken, Pellè, Boëtius (Goossens/82) |  |
| Stadion: Stadion Galgenwaard, Utrecht Toeschouwers: 22.134 Scheidsrechter: Pieter Vink |                             |           |                                                           | Ruiter, van der Maarel, Markiet, Heerings, Bulthuis, Toornstra, Oar (Schepers/75), Ayoub, Diemers, Duplan (Badjeck/82), De Ridder | Mulder, Janmaat, De Vrij, Mathijsen, Martins Indi, Clasie, Immers, Vilhena , Schaken, Pellè, Boëtius (Goossens/82) |  |
| Stadion: Stadion Galgenwaard, Utrecht Toeschouwers: 22.134 Scheidsrechter: Pieter Vink |                             |           |                                                           | Ruiter, van der Maarel, Markiet, Heerings, Bulthuis, Toornstra, Oar (Schepers/75), Ayoub, Diemers, Duplan (Badjeck/82), De Ridder | Mulder, Janmaat, De Vrij, Mathijsen, Martins Indi, Clasie, Immers, Vilhena , Schaken, Pellè, Boëtius (Goossens/82) |  |
|                                                                                        |                             |           |                                                           | | |  |

| 25 januari 2014, 19:45                                                                          | Roda JC      | 1-0 (1-0) | FC Utrecht | Opstelling Roda JC | Opstelling FC Utrecht                                                                                               |  |
| Stadion: Parkstad Limburg Stadion, Kerkrade Toeschouwers: 12.905 Scheidsrechter: Eric Braamhaar | 34' Hupperts |           |            | Kurto, Dijkhuizen (Monteyne/38), Luijckx, Biemans, van Peppen, Hupperts, Sutchuin-Djoum, Donald, Kali, Paulissen (Höcher/80), Shkurtaj (Pluim/67) | Ruiter, Markiet, Heerings , Derijck, van der Maarel, Sarota, Diemers (Agudelo/58), Ayoub, Toornstra, Oar, De Ridder |  |
| Stadion: Parkstad Limburg Stadion, Kerkrade Toeschouwers: 12.905 Scheidsrechter: Eric Braamhaar |              |           |            | Kurto, Dijkhuizen (Monteyne/38), Luijckx, Biemans, van Peppen, Hupperts, Sutchuin-Djoum, Donald, Kali, Paulissen (Höcher/80), Shkurtaj (Pluim/67) | Ruiter, Markiet, Heerings , Derijck, van der Maarel, Sarota, Diemers (Agudelo/58), Ayoub, Toornstra, Oar, De Ridder |  |
| Stadion: Parkstad Limburg Stadion, Kerkrade Toeschouwers: 12.905 Scheidsrechter: Eric Braamhaar |              |           |            | Kurto, Dijkhuizen (Monteyne/38), Luijckx, Biemans, van Peppen, Hupperts, Sutchuin-Djoum, Donald, Kali, Paulissen (Höcher/80), Shkurtaj (Pluim/67) | Ruiter, Markiet, Heerings , Derijck, van der Maarel, Sarota, Diemers (Agudelo/58), Ayoub, Toornstra, Oar, De Ridder |  |
|                                                                                                 |              |           |            | | |  |

#### Februari
| 2 februari 2014, 12:30                                                                      | FC Utrecht    | 1-1 (1-1) | AFC Ajax  | Opstelling FC Utrecht | Opstelling AFC Ajax |  |
| Stadion: Stadion Galgenwaard, Utrecht Toeschouwers: 19.245 Scheidsrechter: Richard Liesveld | 33' De Ridder |           | 25' Blind | Ruiter, van der Maarel, Delpierre (Bjelica/58), Markiet, van der Winden, Sarota, Ayoub, Toornstra, Oar, De Ridder (Quesada/75), Agudelo | Cillessen, van Rhijn , Veltman, Moisander, Boilesen (Poulsen/49), Klaassen, Blind, Serero, Schöne, Krkić (de Jong/64), Fischer |  |
| Stadion: Stadion Galgenwaard, Utrecht Toeschouwers: 19.245 Scheidsrechter: Richard Liesveld |               |           |           | Ruiter, van der Maarel, Delpierre (Bjelica/58), Markiet, van der Winden, Sarota, Ayoub, Toornstra, Oar, De Ridder (Quesada/75), Agudelo | Cillessen, van Rhijn , Veltman, Moisander, Boilesen (Poulsen/49), Klaassen, Blind, Serero, Schöne, Krkić (de Jong/64), Fischer |  |
| Stadion: Stadion Galgenwaard, Utrecht Toeschouwers: 19.245 Scheidsrechter: Richard Liesveld |               |           |           | Ruiter, van der Maarel, Delpierre (Bjelica/58), Markiet, van der Winden, Sarota, Ayoub, Toornstra, Oar, De Ridder (Quesada/75), Agudelo | Cillessen, van Rhijn , Veltman, Moisander, Boilesen (Poulsen/49), Klaassen, Blind, Serero, Schöne, Krkić (de Jong/64), Fischer |  |
|                                                                                             |               |           |           | | |  |

| 6 februari 2014, 18:45                                                                    | FC Utrecht  | 1-2 (1-0) | PEC Zwolle              | Opstelling FC Utrecht | Opstelling PEC Zwolle |  |
| Stadion: Stadion Galgenwaard, Utrecht Toeschouwers: 15.831 Scheidsrechter: Jeroen Sanders | 24' Agudelo |           | 74' Mahmudov 77' Benson | Ruiter, van der Maarel, Heerings (Markiet/46), Delpierre (Koevermans/85), van der Winden (Dorda/46), Toornstra, Oar, Ayoub, Sarota , De Ridder , Agudelo | Boer, van Polen, Sainsbury (Mahmudov/72), Broerse , van Hintum, Gravenbeek, Drost, Klich (Nijland/71), Karagounis (Benson/46), Fernandez, Saymak |  |
| Stadion: Stadion Galgenwaard, Utrecht Toeschouwers: 15.831 Scheidsrechter: Jeroen Sanders |             |           |                         | Ruiter, van der Maarel, Heerings (Markiet/46), Delpierre (Koevermans/85), van der Winden (Dorda/46), Toornstra, Oar, Ayoub, Sarota , De Ridder , Agudelo | Boer, van Polen, Sainsbury (Mahmudov/72), Broerse , van Hintum, Gravenbeek, Drost, Klich (Nijland/71), Karagounis (Benson/46), Fernandez, Saymak |  |
| Stadion: Stadion Galgenwaard, Utrecht Toeschouwers: 15.831 Scheidsrechter: Jeroen Sanders |             |           |                         | Ruiter, van der Maarel, Heerings (Markiet/46), Delpierre (Koevermans/85), van der Winden (Dorda/46), Toornstra, Oar, Ayoub, Sarota , De Ridder , Agudelo | Boer, van Polen, Sainsbury (Mahmudov/72), Broerse , van Hintum, Gravenbeek, Drost, Klich (Nijland/71), Karagounis (Benson/46), Fernandez, Saymak |  |
|                                                                                           |             |           |                         | | |  |

| 9 februari 2014, 14:30                                                                            | RKC Waalwijk                                                      | 5-2 (1-1) | FC Utrecht                       | Opstelling RKC Waalwijk | Opstelling FC Utrecht                                                                                                 |  |
| Stadion: Mandemakers Stadion, Waalwijk Toeschouwers: 5.712 Scheidsrechter: Martin van den Kerkhof | 8' Castelen 79' de Ridder 81' Anderson 90' Beauguel 90+3' Joachim |           | 10'(pen) Toornstra 82' De Ridder | Šeda, Apau, van Hoevelen, Gouano (Ivens/40), Amieux, Sno, Duits , Anderson, Castelen (Beauguel/84), Joachim, Schet (de Ridder/46) | Ruiter, van der Maarel, Markiet, Dorda, Delpierre, Toornstra, Oar, Ayoub, Quesada (Koevermans/83), De Ridder, Agudelo |  |
| Stadion: Mandemakers Stadion, Waalwijk Toeschouwers: 5.712 Scheidsrechter: Martin van den Kerkhof |                                                                   |           |                                  | Šeda, Apau, van Hoevelen, Gouano (Ivens/40), Amieux, Sno, Duits , Anderson, Castelen (Beauguel/84), Joachim, Schet (de Ridder/46) | Ruiter, van der Maarel, Markiet, Dorda, Delpierre, Toornstra, Oar, Ayoub, Quesada (Koevermans/83), De Ridder, Agudelo |  |
| Stadion: Mandemakers Stadion, Waalwijk Toeschouwers: 5.712 Scheidsrechter: Martin van den Kerkhof |                                                                   |           |                                  | Šeda, Apau, van Hoevelen, Gouano (Ivens/40), Amieux, Sno, Duits , Anderson, Castelen (Beauguel/84), Joachim, Schet (de Ridder/46) | Ruiter, van der Maarel, Markiet, Dorda, Delpierre, Toornstra, Oar, Ayoub, Quesada (Koevermans/83), De Ridder, Agudelo |  |
|                                                                                                   |                                                                   |           |                                  | | |  |

| 15 februari 2014, 20:45                                                           | AZ Alkmaar     | 1-1 (1-0) | FC Utrecht    | Opstelling AZ Alkmaar | Opstelling FC Utrecht |  |
| Stadion: AFAS Stadion, Alkmaar Toeschouwers: 15.489 Scheidsrechter: Dennis Higler | 21' Jóhannsson |           | 55' Toornstra | Esteban, Reijnen, Viergever, Gouweleeuw, Wuytens, Gudelj , Ortíz (Poulsen/77), Gorter (Henriksen/65), Berghuis, Jóhannsson, Beerens | Ruiter, van der Maarel, Markiet, Dorda, Delpierre, Toornstra, Oar, Ayoub (Diemers/50), Sarota, De Ridder, Agudelo (Koevermans/74) |  |
| Stadion: AFAS Stadion, Alkmaar Toeschouwers: 15.489 Scheidsrechter: Dennis Higler |                |           |               | Esteban, Reijnen, Viergever, Gouweleeuw, Wuytens, Gudelj , Ortíz (Poulsen/77), Gorter (Henriksen/65), Berghuis, Jóhannsson, Beerens | Ruiter, van der Maarel, Markiet, Dorda, Delpierre, Toornstra, Oar, Ayoub (Diemers/50), Sarota, De Ridder, Agudelo (Koevermans/74) |  |
| Stadion: AFAS Stadion, Alkmaar Toeschouwers: 15.489 Scheidsrechter: Dennis Higler |                |           |               | Esteban, Reijnen, Viergever, Gouweleeuw, Wuytens, Gudelj , Ortíz (Poulsen/77), Gorter (Henriksen/65), Berghuis, Jóhannsson, Beerens | Ruiter, van der Maarel, Markiet, Dorda, Delpierre, Toornstra, Oar, Ayoub (Diemers/50), Sarota, De Ridder, Agudelo (Koevermans/74) |  |
|                                                                                   |                |           |               | | |  |

| 23 februari 2014, 12:30                                                               | FC Utrecht     | 1-0 (0-0) | FC Groningen | Opstelling FC Utrecht | Opstelling FC Groningen |  |
| Stadion: Stadion Galgenwaard, Utrecht Toeschouwers: 17.214 Scheidsrechter: Ed Janssen | 88' Mårtensson |           |              | Ruiter, Klaiber (Bjelica/74), Markiet, Dorda, Delpierre , Toornstra, Oar , Sarota (Quesada/82), Diemers Mårtensson/62), De Ridder, Agudelo | Bizot, Kappelhof, Hateboer , Botteghin, Burnet, Kieftenbeld, Adorján (Hiariej/64), van Nieff (van der Velden/64), Chery, de Leeuw (Zeefuik/82), Kostić |  |
| Stadion: Stadion Galgenwaard, Utrecht Toeschouwers: 17.214 Scheidsrechter: Ed Janssen |                |           |              | Ruiter, Klaiber (Bjelica/74), Markiet, Dorda, Delpierre , Toornstra, Oar , Sarota (Quesada/82), Diemers Mårtensson/62), De Ridder, Agudelo | Bizot, Kappelhof, Hateboer , Botteghin, Burnet, Kieftenbeld, Adorján (Hiariej/64), van Nieff (van der Velden/64), Chery, de Leeuw (Zeefuik/82), Kostić |  |
| Stadion: Stadion Galgenwaard, Utrecht Toeschouwers: 17.214 Scheidsrechter: Ed Janssen |                |           |              | Ruiter, Klaiber (Bjelica/74), Markiet, Dorda, Delpierre , Toornstra, Oar , Sarota (Quesada/82), Diemers Mårtensson/62), De Ridder, Agudelo | Bizot, Kappelhof, Hateboer , Botteghin, Burnet, Kieftenbeld, Adorján (Hiariej/64), van Nieff (van der Velden/64), Chery, de Leeuw (Zeefuik/82), Kostić |  |
|                                                                                       |                |           |              | | |  |

#### Maart
| 2 maart 2014, 12:30                                                                       | FC Utrecht | 1-1 (0-1) | FC Twente  | Opstelling FC Utrecht                                                                                                  | Opstelling FC Twente                                                                                               |  |
| Stadion: Stadion Galgenwaard, Utrecht Toeschouwers: 16.666 Scheidsrechter: Tom van Sichem | 46' Oar    |           | 18' Promes | Ruiter, van der Maarel , Markiet, Dorda, Delpierre, Mårtensson, Toornstra , Oar, Ayoub (Diemers/81), Sarota, De Ridder | Marsman, Rosales, Martina, Bjelland, Koppers , Promes, Ebecilio , Gutiérrez, Tadić, Castaignos, Børven (Corona/72) |  |
| Stadion: Stadion Galgenwaard, Utrecht Toeschouwers: 16.666 Scheidsrechter: Tom van Sichem |            |           |            | Ruiter, van der Maarel , Markiet, Dorda, Delpierre, Mårtensson, Toornstra , Oar, Ayoub (Diemers/81), Sarota, De Ridder | Marsman, Rosales, Martina, Bjelland, Koppers , Promes, Ebecilio , Gutiérrez, Tadić, Castaignos, Børven (Corona/72) |  |
| Stadion: Stadion Galgenwaard, Utrecht Toeschouwers: 16.666 Scheidsrechter: Tom van Sichem |            |           |            | Ruiter, van der Maarel , Markiet, Dorda, Delpierre, Mårtensson, Toornstra , Oar, Ayoub (Diemers/81), Sarota, De Ridder | Marsman, Rosales, Martina, Bjelland, Koppers , Promes, Ebecilio , Gutiérrez, Tadić, Castaignos, Børven (Corona/72) |  |
|                                                                                           |            |           |            | | |  |

| 8 maart 2014, 20:45                                                                       | PSV Eindhoven | 1-0 (0-0) | FC Utrecht | Opstelling PSV Eindhoven                                                                                                 | Opstelling FC Utrecht |  |
| Stadion: Philips Stadion, Eindhoven Toeschouwers: 33.200 Scheidsrechter: Serdar Gözübüyük | 51' Locadia   |           |            | Zoet, Arias, Bruma, Rekik, Willems, Park (Maher/82), Schaars , Hiljemark, Narsingh (Ruiz/77), Locadia (Matavž/88), Depay | Ruiter, Markiet, Heerings (Bjelica/77), Delpierre , Dorda, Sarota (Agudelo/61), Mårtensson, Toornstra , Ayoub (van der Gun/61) , Oar, De Ridder |  |
| Stadion: Philips Stadion, Eindhoven Toeschouwers: 33.200 Scheidsrechter: Serdar Gözübüyük |               |           |            | Zoet, Arias, Bruma, Rekik, Willems, Park (Maher/82), Schaars , Hiljemark, Narsingh (Ruiz/77), Locadia (Matavž/88), Depay | Ruiter, Markiet, Heerings (Bjelica/77), Delpierre , Dorda, Sarota (Agudelo/61), Mårtensson, Toornstra , Ayoub (van der Gun/61) , Oar, De Ridder |  |
| Stadion: Philips Stadion, Eindhoven Toeschouwers: 33.200 Scheidsrechter: Serdar Gözübüyük |               |           |            | Zoet, Arias, Bruma, Rekik, Willems, Park (Maher/82), Schaars , Hiljemark, Narsingh (Ruiz/77), Locadia (Matavž/88), Depay | Ruiter, Markiet, Heerings (Bjelica/77), Delpierre , Dorda, Sarota (Agudelo/61), Mårtensson, Toornstra , Ayoub (van der Gun/61) , Oar, De Ridder |  |
|                                                                                           |               |           |            | | |  |

| 16 maart 2014, 14:30                                                                        | N.E.C.                   | 2-2 (1-2) | FC Utrecht                 | Opstelling N.E.C. | Opstelling FC Utrecht                                                                                                |  |
| Stadion: McDOS Goffertstadion, Nijmegen Toeschouwers: 11.200 Scheidsrechter: Eric Braamhaar | 24' Higdon 60' Jantscher |           | 22' Bulthuis 44' Toornstra | Gentenaar, Vermijl, van Eijden, Nielsen, Leiwakabessy (Gravenberch/74), Koolwijk, Foor (Štefánik/61), Conboy, Hemlein, Higdon, Jantscher (Jahanbakhsh/86) | Ruiter, van der Maarel , Heerings, Bulthuis, Delpierre, Mårtensson, Toornstra, Oar, van der Gun, De Ridder , Agudelo |  |
| Stadion: McDOS Goffertstadion, Nijmegen Toeschouwers: 11.200 Scheidsrechter: Eric Braamhaar |                          |           |                            | Gentenaar, Vermijl, van Eijden, Nielsen, Leiwakabessy (Gravenberch/74), Koolwijk, Foor (Štefánik/61), Conboy, Hemlein, Higdon, Jantscher (Jahanbakhsh/86) | Ruiter, van der Maarel , Heerings, Bulthuis, Delpierre, Mårtensson, Toornstra, Oar, van der Gun, De Ridder , Agudelo |  |
| Stadion: McDOS Goffertstadion, Nijmegen Toeschouwers: 11.200 Scheidsrechter: Eric Braamhaar |                          |           |                            | Gentenaar, Vermijl, van Eijden, Nielsen, Leiwakabessy (Gravenberch/74), Koolwijk, Foor (Štefánik/61), Conboy, Hemlein, Higdon, Jantscher (Jahanbakhsh/86) | Ruiter, van der Maarel , Heerings, Bulthuis, Delpierre, Mårtensson, Toornstra, Oar, van der Gun, De Ridder , Agudelo |  |
|                                                                                             |                          |           |                            | | |  |

| 28 maart 2014, 20:00                                                                   | NAC Breda              | 2-2 (0-0) | FC Utrecht                   | Opstelling NAC Breda                                                                                        | Opstelling FC Utrecht |  |
| Stadion: Rat Verlegh Stadion, Breda Toeschouwers: 18.100 Scheidsrechter: Dennis Higler | 58' Verbeek 88' Poepon |           | 86' Bulthuis 90' van der Gun | ten Rouwelaar, De Roover, Drost, Bodor, Buijs, Swerts, Matić, Kwakman, Verbeek (Perica/90), Poepon, Sarpong | Ruiter, van der Maarel, Heerings, Bulthuis, Delpierre, Mårtensson, Toornstra (Sarota/82), Oar, van der Gun, De Ridder, Agudelo (Mulenga/66) |  |
| Stadion: Rat Verlegh Stadion, Breda Toeschouwers: 18.100 Scheidsrechter: Dennis Higler |                        |           |                              | ten Rouwelaar, De Roover, Drost, Bodor, Buijs, Swerts, Matić, Kwakman, Verbeek (Perica/90), Poepon, Sarpong | Ruiter, van der Maarel, Heerings, Bulthuis, Delpierre, Mårtensson, Toornstra (Sarota/82), Oar, van der Gun, De Ridder, Agudelo (Mulenga/66) |  |
| Stadion: Rat Verlegh Stadion, Breda Toeschouwers: 18.100 Scheidsrechter: Dennis Higler |                        |           |                              | ten Rouwelaar, De Roover, Drost, Bodor, Buijs, Swerts, Matić, Kwakman, Verbeek (Perica/90), Poepon, Sarpong | Ruiter, van der Maarel, Heerings, Bulthuis, Delpierre, Mårtensson, Toornstra (Sarota/82), Oar, van der Gun, De Ridder, Agudelo (Mulenga/66) |  |
|                                                                                        |                        |           |                              | | |  |

#### April
| 2 april 2014, 18:45(*)                                                                   | FC Utrecht  | 1-0 (0-0) | SC Cambuur | Opstelling FC Utrecht | Opstelling SC Cambuur |  |
| Stadion: Stadion Galgenwaard, Utrecht Toeschouwers: 17.531 Scheidsrechter: Björn Kuipers | 56' Mulenga |           |            | Ruiter, van der Maarel, Delpierre, Heerings, Bulthuis (Dorda/79), Sarota, Mårtensson, Toornstra, Oar , Mulenga (Agudelo/72), De Ridder (van der Gun/72) | Nienhuis, Droste, Leeuwin, van der Laan , Bijker , Bakker (Ogbeche/64), El Makrini , Ritzmaier, Lukoki (Pereira/70), Barto (Hemmen/63), Manu |  |
| Stadion: Stadion Galgenwaard, Utrecht Toeschouwers: 17.531 Scheidsrechter: Björn Kuipers |             |           |            | Ruiter, van der Maarel, Delpierre, Heerings, Bulthuis (Dorda/79), Sarota, Mårtensson, Toornstra, Oar , Mulenga (Agudelo/72), De Ridder (van der Gun/72) | Nienhuis, Droste, Leeuwin, van der Laan , Bijker , Bakker (Ogbeche/64), El Makrini , Ritzmaier, Lukoki (Pereira/70), Barto (Hemmen/63), Manu |  |
| Stadion: Stadion Galgenwaard, Utrecht Toeschouwers: 17.531 Scheidsrechter: Björn Kuipers |             |           |            | Ruiter, van der Maarel, Delpierre, Heerings, Bulthuis (Dorda/79), Sarota, Mårtensson, Toornstra, Oar , Mulenga (Agudelo/72), De Ridder (van der Gun/72) | Nienhuis, Droste, Leeuwin, van der Laan , Bijker , Bakker (Ogbeche/64), El Makrini , Ritzmaier, Lukoki (Pereira/70), Barto (Hemmen/63), Manu |  |
|                                                                                          |             |           |            | | |  |

(*) is verplaatst van 23 maart 2014 om 14:30 naar 2 april 2014 om 18:45 i.v.m. Nuclear Security Summit in Den Haag op 24 en 25 maart 2014.
| 6 april 2014, 12:30                                                                | ADO Den Haag                                   | 4-1 (2-0) | FC Utrecht    | Opstelling ADO Den Haag | Opstelling FC Utrecht |  |
| Stadion: Kyocera Stadion, Den Haag Toeschouwers: 8.500 Scheidsrechter: Bas Nijhuis | 31' Alberg 42' van Duinen 69' Schet 75' Kramer |           | 90' Toornstra | Coutinho, Malone, Wormgoor (Kanon/81), Beugelsdijk, Meijers, Holla , Alberg (Cabral/84), Bakker, Schet, Kramer (Gehrt/84), van Duinen | Ruiter, van der Maarel, Delpierre, Heerings, Bulthuis, Sarota (Mulenga/70), Mårtensson, Toornstra, Dorda (Agudelo/46), van der Gun (Diemers/80), De Ridder |  |
| Stadion: Kyocera Stadion, Den Haag Toeschouwers: 8.500 Scheidsrechter: Bas Nijhuis |                                                |           |               | Coutinho, Malone, Wormgoor (Kanon/81), Beugelsdijk, Meijers, Holla , Alberg (Cabral/84), Bakker, Schet, Kramer (Gehrt/84), van Duinen | Ruiter, van der Maarel, Delpierre, Heerings, Bulthuis, Sarota (Mulenga/70), Mårtensson, Toornstra, Dorda (Agudelo/46), van der Gun (Diemers/80), De Ridder |  |
| Stadion: Kyocera Stadion, Den Haag Toeschouwers: 8.500 Scheidsrechter: Bas Nijhuis |                                                |           |               | Coutinho, Malone, Wormgoor (Kanon/81), Beugelsdijk, Meijers, Holla , Alberg (Cabral/84), Bakker, Schet, Kramer (Gehrt/84), van Duinen | Ruiter, van der Maarel, Delpierre, Heerings, Bulthuis, Sarota (Mulenga/70), Mårtensson, Toornstra, Dorda (Agudelo/46), van der Gun (Diemers/80), De Ridder |  |
|                                                                                    |                                                |           |               | | |  |

| 13 april 2014, 14:30                                                                      | FC Utrecht              | 2-1 (2-0) | Heracles Almelo | Opstelling FC Utrecht | Opstelling Heracles Almelo |  |
| Stadion: Stadion Galgenwaard, Utrecht Toeschouwers: 19.004 Scheidsrechter: Tom van Sichem | 19' Mulenga 40' Agudelo |           | 64' Rosheuvel   | Ruiter , van der Maarel, Heerings, Delpierre, Bulthuis, Sarota (Diemers/46) , Mårtensson (van Velzen/50), Toornstra, Oar, van der Gun (Agudelo/36), Mulenga | Pasveer, te Wierik, Schenkeveld , Streutker, Davidson, Cziommer (Belterman/82), Rienstra , Bel Hassani (Bruns/55) , Rosheuvel, Uth (Amoah/46), Linssen |  |
| Stadion: Stadion Galgenwaard, Utrecht Toeschouwers: 19.004 Scheidsrechter: Tom van Sichem |                         |           |                 | Ruiter , van der Maarel, Heerings, Delpierre, Bulthuis, Sarota (Diemers/46) , Mårtensson (van Velzen/50), Toornstra, Oar, van der Gun (Agudelo/36), Mulenga | Pasveer, te Wierik, Schenkeveld , Streutker, Davidson, Cziommer (Belterman/82), Rienstra , Bel Hassani (Bruns/55) , Rosheuvel, Uth (Amoah/46), Linssen |  |
| Stadion: Stadion Galgenwaard, Utrecht Toeschouwers: 19.004 Scheidsrechter: Tom van Sichem |                         |           |                 | Ruiter , van der Maarel, Heerings, Delpierre, Bulthuis, Sarota (Diemers/46) , Mårtensson (van Velzen/50), Toornstra, Oar, van der Gun (Agudelo/36), Mulenga | Pasveer, te Wierik, Schenkeveld , Streutker, Davidson, Cziommer (Belterman/82), Rienstra , Bel Hassani (Bruns/55) , Rosheuvel, Uth (Amoah/46), Linssen |  |
|                                                                                           |                         |           |                 | | |  |

| 27 april 2014, 14:30                                                                        | SC Heerenveen                                         | 4-1 (1-0) | FC Utrecht  | Opstelling SC Heerenveen | Opstelling FC Utrecht                                                                                                   |  |
| Stadion: Abe Lenstra Stadion, Heerenveen Toeschouwers: 24.600 Scheidsrechter: Dennis Higler | 39' de Roon 67' Ziyech 82' van Aken 90+1' Finnbogason |           | 90' Mulenga | Nordfeldt (Vandenbussche/86), Marzo, Kum, Kruiswijk, van Aken, van Anholt, van den Berg (Ziyech/61), de Roon, Basacikoglu, Finnbogason, Sinkgraven (van La Parra/81) | Ruiter, van der Maarel, Delpierre, Heerings, Bulthuis, Sarota (Agudelo/64), Diemers, Toornstra, Oar, Mulenga, De Ridder |  |
| Stadion: Abe Lenstra Stadion, Heerenveen Toeschouwers: 24.600 Scheidsrechter: Dennis Higler |                                                       |           |             | Nordfeldt (Vandenbussche/86), Marzo, Kum, Kruiswijk, van Aken, van Anholt, van den Berg (Ziyech/61), de Roon, Basacikoglu, Finnbogason, Sinkgraven (van La Parra/81) | Ruiter, van der Maarel, Delpierre, Heerings, Bulthuis, Sarota (Agudelo/64), Diemers, Toornstra, Oar, Mulenga, De Ridder |  |
| Stadion: Abe Lenstra Stadion, Heerenveen Toeschouwers: 24.600 Scheidsrechter: Dennis Higler |                                                       |           |             | Nordfeldt (Vandenbussche/86), Marzo, Kum, Kruiswijk, van Aken, van Anholt, van den Berg (Ziyech/61), de Roon, Basacikoglu, Finnbogason, Sinkgraven (van La Parra/81) | Ruiter, van der Maarel, Delpierre, Heerings, Bulthuis, Sarota (Agudelo/64), Diemers, Toornstra, Oar, Mulenga, De Ridder |  |
|                                                                                             |                                                       |           |             | | |  |

#### Mei
| 3 mei 2014, 18:45                                                                           | FC Utrecht                | 2-1 (1-0) | Vitesse    | Opstelling FC Utrecht | Opstelling Vitesse |  |
| Stadion: Stadion Galgenwaard, Utrecht Toeschouwers: 19.504 Scheidsrechter: Richard Liesveld | 40' De Ridder 78' Agudelo |           | 68' Labyad | Ruiter, van der Maarel, Bulthuis , Dorda, Delpierre, Toornstra, Oar, Diemers (Klaiber/90+1), Mulenga, De Ridder (van Velzen/75), Agudelo | Velthuizen, Kasjia (Kazaisjvili/77), Mori, van der Heijden, Leerdam (Labyad/46), Vejinović, Pröpper, van Aanholt, Atsu, Havenaar (Ibarra/46), Traoré |  |
| Stadion: Stadion Galgenwaard, Utrecht Toeschouwers: 19.504 Scheidsrechter: Richard Liesveld |                           |           |            | Ruiter, van der Maarel, Bulthuis , Dorda, Delpierre, Toornstra, Oar, Diemers (Klaiber/90+1), Mulenga, De Ridder (van Velzen/75), Agudelo | Velthuizen, Kasjia (Kazaisjvili/77), Mori, van der Heijden, Leerdam (Labyad/46), Vejinović, Pröpper, van Aanholt, Atsu, Havenaar (Ibarra/46), Traoré |  |
| Stadion: Stadion Galgenwaard, Utrecht Toeschouwers: 19.504 Scheidsrechter: Richard Liesveld |                           |           |            | Ruiter, van der Maarel, Bulthuis , Dorda, Delpierre, Toornstra, Oar, Diemers (Klaiber/90+1), Mulenga, De Ridder (van Velzen/75), Agudelo | Velthuizen, Kasjia (Kazaisjvili/77), Mori, van der Heijden, Leerdam (Labyad/46), Vejinović, Pröpper, van Aanholt, Atsu, Havenaar (Ibarra/46), Traoré |  |
|                                                                                             |                           |           |            | | |  |

## Kaarten
| Eredivisie |                     |      |          |      |
|            | Speler              | Geel | Geel(2x) | Rood |
| 1          | Mark van der Maarel | 6    | 0        | 1    |
| 2          | Dave Bulthuis       | 6    | 1        | 0    |
| 3          | Kai Heerings        | 6    | 0        | 0    |
| 4          | Tommy Oar           | 5    | 0        | 0    |
| 5          | Steve De Ridder     | 4    | 2        | 0    |
| 6          | Jens Toornstra      | 3    | 0        | 0    |
| 6          | Cedric van der Gun  | 3    | 0        | 0    |
| 8          | Johan Mårtensson    | 2    | 0        | 0    |
| 8          | Yassin Ayoub        | 2    | 0        | 0    |
| 8          | Matthieu Delpierre  | 2    | 0        | 0    |
| 8          | Juan Agudelo        | 2    | 0        | 0    |
| 8          | Mark Diemers        | 2    | 0        | 0    |
| 13         | Yoshiaki Takagi     | 1    | 1        | 0    |
| 14         | Willem Janssen      | 1    | 0        | 0    |
| 14         | Gévero Markiet      | 1    | 0        | 0    |
| 14         | Timothy Derijck     | 1    | 0        | 0    |
| 14         | Robbin Ruiter       | 1    | 0        | 0    |
| 18         | Adam Sarota         | 0    | 0        | 1    |
| Totaal     | Totaal              | 48   | 4        | 2    |

| Europa League |                     |      |          |      |
|               | Speler              | Geel | Geel(2x) | Rood |
| 1             | Jens Toornstra      | 1    | 0        | 0    |
| 1             | Kenny Teijsse       | 1    | 0        | 0    |
| 1             | Mark van der Maarel | 1    | 0        | 0    |
| 1             | Kai Heerings        | 1    | 0        | 0    |
| Totaal        | Totaal              | 4    | 0        | 0    |

| KNVB Beker |                     |      |          |      |
|            | Speler              | Geel | Geel(2x) | Rood |
| 1          | Mark van der Maarel | 2    | 0        | 0    |
| 2          | Steve De Ridder     | 1    | 0        | 0    |
| 2          | Tommy Oar           | 1    | 0        | 0    |
| 2          | Yassin Ayoub        | 1    | 0        | 0    |
| 2          | Jens Toornstra      | 1    | 0        | 0    |
| 2          | Cedric Badjeck      | 1    | 0        | 0    |
| Totaal     | Totaal              | 7    | 0        | 0    |

## Doelpunten
| Eredivisie |                    |      |
|            | Speler             | Goal |
| 1          | Jens Toornstra     | 12   |
| 2          | Steve De Ridder    | 10   |
| 3          | Jacob Mulenga      | 5    |
| 4          | Dave Bulthuis      | 4    |
| 5          | Yassin Ayoub       | 3    |
| 5          | Juan Agudelo       | 3    |
| 7          | Cedric van der Gun | 2    |
| 8          | Willem Janssen     | 1    |
| 8          | Kai Heerings       | 1    |
| 8          | Gévero Markiet     | 1    |
| 8          | Cedric Badjeck     | 1    |
| 8          | Johan Mårtensson   | 1    |
| 8          | Tommy Oar          | 1    |
| 8          | Eigen Doelpunt     | 1    |
| Totaal     | Totaal             | 46   |

| Europa League |               |      |
|               | Speler        | Goal |
| 1             | Jacob Mulenga | 4    |
| Totaal        | Totaal        | 4    |

| KNVB beker |                 |      |
|            | Speler          | Goal |
| 1          | Jens Toornstra  | 3    |
| 2          | Steve De Ridder | 2    |
| 3          | Gévero Markiet  | 1    |
| 3          | Jacob Mulenga   | 1    |
| 3          | Eigen Doelpunt  | 1    |
| Totaal     | Totaal          | 8    |

| Oefenwedstrijden |                      |      |
|                  | Speler               | Goal |
| 1                | Édouard Duplan       | 5    |
| 2                | Cedric van der Gun   | 3    |
| 2                | Elroy Pappot         | 3    |
| 4                | Bob Schepers         | 2    |
| 4                | Romano van der Stoep | 2    |
| 6                | Kenny Teijsse        | 1    |
| 6                | Mark Diemers         | 1    |
| 6                | Jens Toornstra       | 1    |
| 6                | Yoshiaki Takagi      | 1    |
| 6                | Soufian Moro         | 1    |
| 6                | Yannick Cortie       | 1    |
| 6                | Gyliano van Velzen   | 1    |
| 6                | Nassir el Aissati    | 1    |
| 6                | Remco van Wingerden  | 1    |
| 6                | Mark van der Maarel  | 1    |
| 6                | Johan Mårtensson     | 1    |
| 6                | Rubio Rubin          | 1    |
| 6                | Tommy Oar            | 1    |
| Totaal           | Totaal               | 28   |

## Toeschouwers
| Ronde | Tegenstander    | Toeschouwers | Totaal Toeschouwers | Gemiddeld |
| 1     | GO Ahead Eagles | 14.551       | 14.551              | 14.551    |
| 4     | AZ Alkmaar      | 14.486       | 29.037              | 14.519    |
| 6     | RKC Waalwijk    | 14.717       | 43.754              | 14.585    |
| 8     | Roda JC         | 14.320       | 58.074              | 14.519    |
| 10    | NAC Breda       | 16.019       | 74.093              | 14.819    |
| 12    | SC Heerenveen   | 17.880       | 91.973              | 15.329    |
| 14    | ADO Den Haag    | 13.800       | 105.773             | 15.110    |
| 16    | N.E.C.          | 15.034       | 120.807             | 15.101    |
| 17    | PSV Eindhoven   | 20.011       | 140.818             | 15.646    |
| 19    | Feyenoord       | 22.134       | 162.952             | 16.295    |
| 21    | Ajax            | 19.245       | 182.197             | 16.563    |
| 22    | PEC Zwolle      | 15.831       | 198.028             | 16.502    |
| 25    | FC Groningen    | 17.214       | 215.242             | 16.557    |
| 26    | FC Twente       | 16.666       | 231.908             | 16.565    |
| 29    | SC Cambuur      | 17.531       | 249.439             | 16.629    |
| 32    | Heracles Almelo | 19.004       | 268.443             | 16.778    |
| 34    | Vitesse         | 19.504       | 287.947             | 16.938    |

ADO Den Haag ·
Ajax ·
AZ ·
SC Cambuur ·
Feyenoord ·
Go Ahead Eagles ·
FC Groningen ·
sc Heerenveen ·
Heracles Almelo ·
NAC Breda ·
N.E.C. ·
PEC Zwolle · 
PSV ·
RKC Waalwijk ·
Roda JC Kerkrade ·
FC Twente ·
FC Utrecht ·
Vitesse